# Hrobka Thun-Hohensteinů (Klášterec nad Ohří)
Hrobka Thun-Hohensteinů, případně Thunská nebo Thunovská hrobka se nachází v kryptě barokního kostela Nejsvětější Trojice v Klášterci nad Ohří. Sloužila jako pohřebiště klášterecké větve původně jihotyrolského šlechtického rodu Thun-Hohensteinů. Je jako součást kostela památkově chráněná a je přístupná veřejnosti.

## Historie

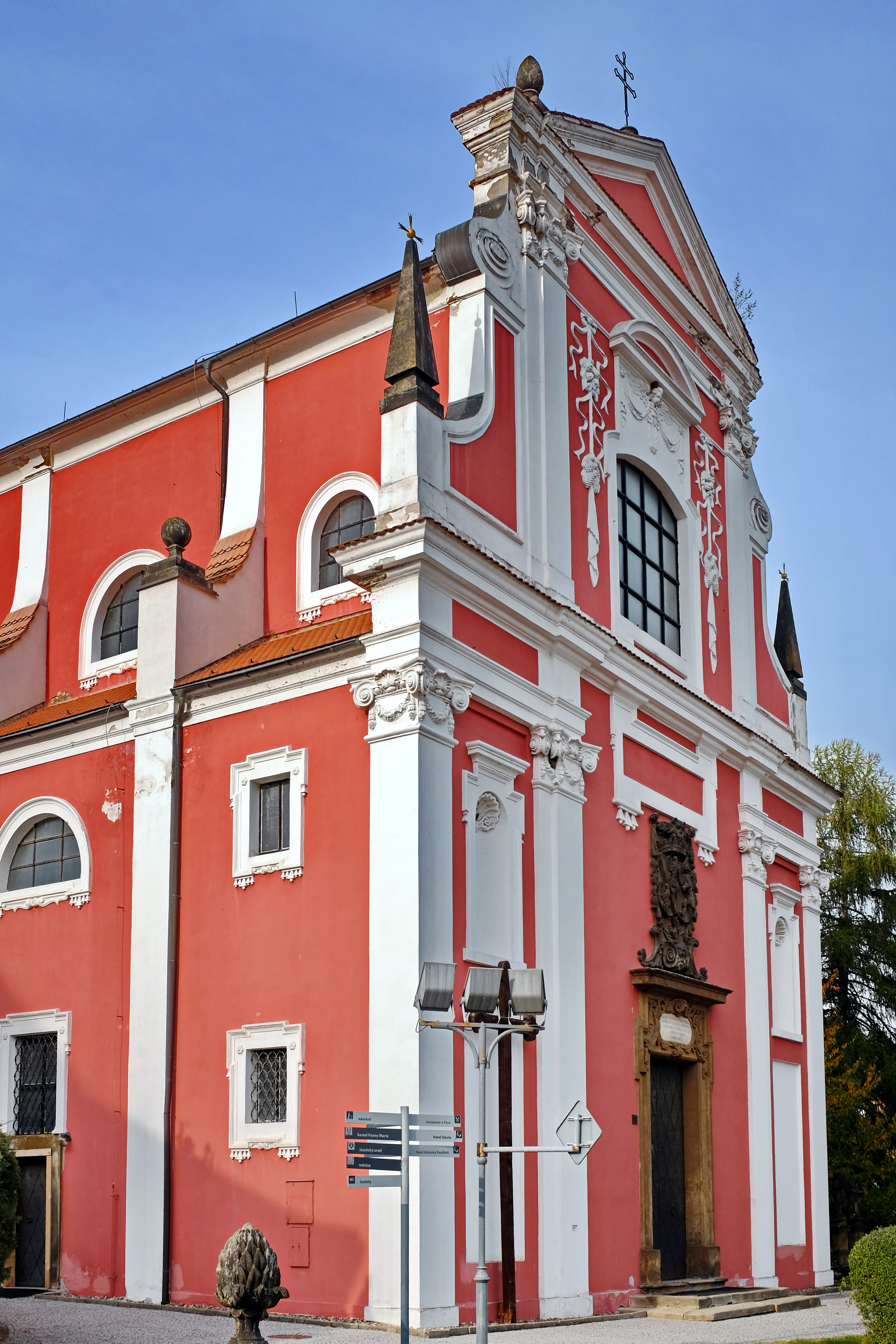
Kostel Nejsvětější Trojice, pod jehož kněžištěm se nachází hrobka

Panství Klášterec a Nový Šumburk byl majetkem Thun-Hohensteinů od roku 1623, kdy ho koupil Kryštof Šimon Thun (1582–1635). Tento šlechtic se psal od svého povýšení v roce 1629 s přídomkem z Hohensteinu. Michael Osvald z Thun-Hohensteinu (1631–1694) nechal přestavět klášterecký zámek, upravit okolní park a severozápadně od zámku postavit kostel.
Kostel Nejsvětější Trojice byl postaven ve stylu raného baroka mezi lety 1665–1670 podle plánů italského architekta Carla Luraga (1615–1684). Realizace stavby se ujal italský stavitel a štukatér Rossi de Luca. Ve stejné době byla v západní části kostela zřízena rodová hrobka. Krypta má totožný půdorys jako kněžiště, pod kterým se nachází. Klenba hrobky je valená a tehdy do ní přístup zajišťovalo schodiště z presbytáře.
Jako první byl do hrobky pohřben stavebník Michael Osvald v roce 1694. V důsledku josefínských reforem se od pohřbívání v kostelních kryptách ustoupilo. 

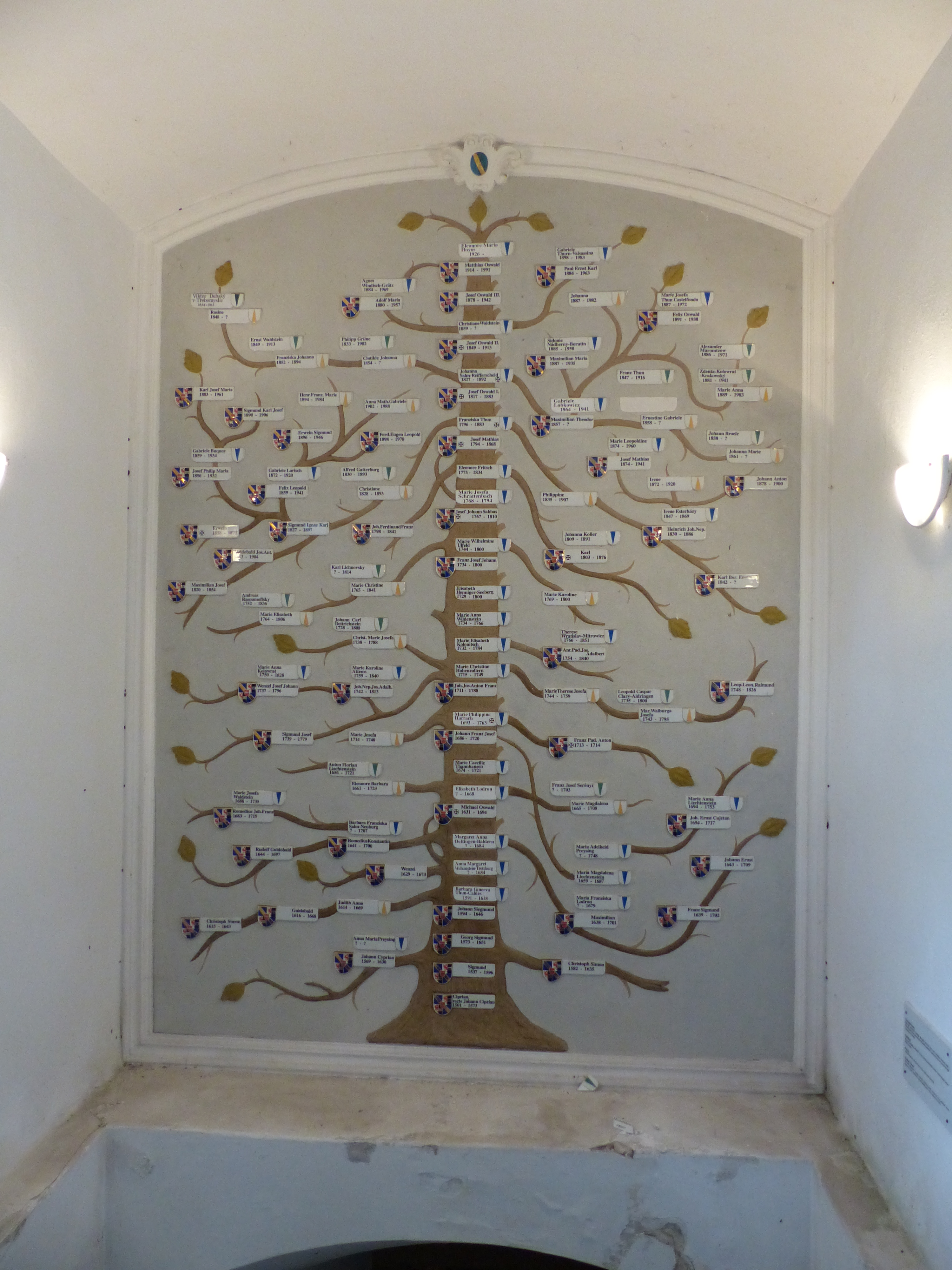
Rodokmen nad schodištěm do hrobky

V roce 1853 se Josef Osvald I. (1817–1883) rozhodl kryptu obnovit. Kvůli požáru města se ale s úpravami začalo až v roce 1861. V souladu s úředními zdravotnickými požadavky musel být zrušen vchod do krypty z kostela, proto byla přistavěna budova nad nových vchodem zvenčí. Těla zesnulých byla před uložením do hrobky balzamována. Současně byla zbudována i vysoká ohradní zeď.
Na jaře roku 1950 nešťastně zaplavila kryptu podpovrchová voda. Proto byly rakve převezeny na hřbitov a sedm z nich deponováno v kryptě pod Kaplí mrtvých poblíž kostela Panny Marie Utěšitelky. Thunovská hrobka pak dlouhá léta chátrala, čemuž napomohlo i to, že zůstala otevřená a přístupná. Situace se změnila až po několika desetiletích. V roce 1991 byly rakve s ostatky  provizorně uloženy v pravé sakristii kostela Panny Marie a posléze v zámku.
Krypta byla zrekonstruována a adaptována v letech 1992–1993. Během stavebních prací byly nalezeny ostatky prvních třech pochovaných členů šlechtické rodiny, identifikovány byly podle přiložených cínových tabulek. Úpravy prováděli místní umělci. Karel Meloun a jeho syn David jsou autory kovářských prací jako jsou vstupní dveře, kovaná madla na schodišti a mřížová stěna s brankou uprostřed, která uzavírá přístupnou část krypty. Karel Meloun také provedl úpravu starého kamenného podstavce s lavabem, které se nachází v pravém rohu krypty. Malíř Josef Bernášek vytvořil barevný rodokmen (strom života) klášterecké větve Thun-Hohensteinů, který sestavil Dr. Kynčil.
Po převozu restaurovaných rakví ze zámku do krypty byla hrobka 4. června 1993 vysvěcena 18. litoměřickým biskupem Josefem Kouklem a zpřístupněna veřejnosti.

## Seznam pohřbených

### Chronologicky podle data úmrtí
V tabulce jsou uvedeny základní informace o pohřbených. Fialově jsou vyznačeni příslušníci rodu Thun-Hohensteinů, žlutě jsou vyznačeny manželky z jiných rodů, pokud zde byly pohřbeny. Červeně jsou vyznačeni majitelé statku Klášterec nad Ohří. Jméno Thun se uvádí už v polovině 12. století, možná ještě o století dříve, zde jsou však generace počítány až od Kryštofa Šimona z Thunu (1582–1635), který byl v roce 1604 přijat do říšského stavu svobodných pánů, v roce 1629 byl povýšen do stavu říšských hrabat a který jako první příslušník rodu získal rozsáhlé statky v Čechách.
| Po-řadí | Gene-race | Jméno pohřbeného                                             | Datum a místo narození        | Otec                                                                                    | Datum a místo sňatku, choť                                                                               | Pohřeb a uložení do hrobky | Poznámky |
| Po-řadí | Gene-race | Jméno pohřbeného                                             | Datum a místo úmrtí           | Matka                                                                                   | Datum a místo sňatku, choť                                                                               | Pohřeb a uložení do hrobky | Poznámky |
| ------- | --------- | ------------------------------------------------------------ | ----------------------------- | --------------------------------------------------------------------------------------- | --- | -------------------------- | --- |
| 1.      | 3.        | Michael Osvald z Thun-Hohensteinu                            | 13. 10. 1631                  | Jan Zikmund z Thun-Hohensteinu 20. 9. 1594 – 29. 6. 1646                                | 14. 9. 1654 Salcburk: Alžběta z Lodronu † 1688                                                           |                            | Tajný rada (1687), místodržící, přísedící zemského soudu v Čechách, stavebník kostela Nejsvětější Trojice včetně hrobky, dvou paláců v Praze, zakladatel kláštereckého majorátu (1671): Klášterec, Pětipsy, Benešov nad Ploučnicí, Žehušice a Markvartice. Zemřel bez mužských dědiců. |
| 1.      | 3.        | Michael Osvald z Thun-Hohensteinu                            | 30. 1. 1694 Praha             | Anna Markéta z Wolkenstein-Trostburgu † 7. 9. 1635 Praha                                | Anna Cecílie z Thannhausenu 14. 3. 1674 – 15. 2. 1721                                                    |                            | Tajný rada (1687), místodržící, přísedící zemského soudu v Čechách, stavebník kostela Nejsvětější Trojice včetně hrobky, dvou paláců v Praze, zakladatel kláštereckého majorátu (1671): Klášterec, Pětipsy, Benešov nad Ploučnicí, Žehušice a Markvartice. Zemřel bez mužských dědiců. |
| 2.      | 5.        | František Pad. Antonín z Thun-Hohensteinu                    | 1713                          | Jan František Josef z Thun-Hohensteinu 16. 6. 1686 Děčín – 30. 6. 1720 Horažďovice      | |                            | Ostatky nebyly nalezeny, dochovala se jen jedna jeho botička. |
| 2.      | 5.        | František Pad. Antonín z Thun-Hohensteinu                    | 1714                          | Marie Filipína z Harrachu (č. 3)                                                        | |                            | Ostatky nebyly nalezeny, dochovala se jen jedna jeho botička. |
| 3.      | 4.        | Marie Filipína z Harrachu                                    | 9. 1. 1693 Vídeň              | Alois Tomáš Raimund z Harrachu 6. 3. 1669 Vídeň – 8. 11. 1742 Vídeň                     | 4. 11. 1708 Salcburk: Jan František Josef z Thun-Hohensteinu 16. 6. 1686 Děčín – 30. 6. 1720 Horažďovice |                            | Narodily se jí následující děti: - 1. Jan Josef František (1711–1788) - 2. František Pad. Antonín (1713–1714; č. 2) - 3. Maria Josefa Klára, provd. z Mansfeld-Vorderortu (1714–1740) V době nezletilosti syna Jana Josefa (2. 7. 1711 Praha – 21. 5. 1788 Praha) spravovala majorát jako poručnice. |
| 3.      | 4.        | Marie Filipína z Harrachu                                    | 2. 4. 1763 Praha              | Marie Barbora ze Šternberka † 1694/1695                                                 | 4. 11. 1708 Salcburk: Jan František Josef z Thun-Hohensteinu 16. 6. 1686 Děčín – 30. 6. 1720 Horažďovice |                            | Narodily se jí následující děti: - 1. Jan Josef František (1711–1788) - 2. František Pad. Antonín (1713–1714; č. 2) - 3. Maria Josefa Klára, provd. z Mansfeld-Vorderortu (1714–1740) V době nezletilosti syna Jana Josefa (2. 7. 1711 Praha – 21. 5. 1788 Praha) spravovala majorát jako poručnice. |
| 4.      | 8.        | Josef Matyáš z Thun-Hohensteinu                              | 24. 2. 1794 Praha             | Josef Jan Křtitel z Thun-Hohensteinu 5. 12. 1767 Vídeň – 17. 5. 1810 Klášterec nad Ohří | 10. 9. 1816 Praha: Františka Romana z Thun-Hohensteinu z linie Ronšperk-Benátky (č. 8)                   |                            | C. k komoří a tajný rada, plukovník hulánů, komtur Leopoldova řádu, člen Královské české společnosti nauk, jazykovědec, překladatel, člen Národního výboru v roce 1848, držitel kláštereckého majorátu (1816–1868). |
| 4.      | 8.        | Josef Matyáš z Thun-Hohensteinu                              | 24. 9. 1868 Salcburk          | Marie Josefa ze Schrattenbachu 6. 12. 1768 Štýrský Hradec – 16. 3. 1794 Praha           | 10. 9. 1816 Praha: Františka Romana z Thun-Hohensteinu z linie Ronšperk-Benátky (č. 8)                   |                            | C. k komoří a tajný rada, plukovník hulánů, komtur Leopoldova řádu, člen Královské české společnosti nauk, jazykovědec, překladatel, člen Národního výboru v roce 1848, držitel kláštereckého majorátu (1816–1868). |
| 5.      | 10.       | Ervín (Erwein) z Thun-Hohensteinu                            | 11. 7. 1858                   | Zikmund Ignác z Thun-Hohensteinu 11. 6. 1827 Klášterec nad Ohří – 7. 9. 1897 Salcburk   | |                            | Student. |
| 5.      | 10.       | Ervín (Erwein) z Thun-Hohensteinu                            | 18. 3. 1870 Praha             | Matylda z Nostitz-Rienecku 29. 12. 1831 Praha – 17. 5. 1910 Salcburk                    | |                            | Student. |
| 6.      | 8.        | Karel z Thun-Hohensteinu                                     | 24. 1. 1803 Vídeň             | Josef Jan Křtitel z Thun-Hohensteinu 5. 12. 1767 Vídeň – 17. 5. 1810 Klášterec nad Ohří | 3. 7. 1833: Johanna Kollerová 26. 3. 1809 – 2. 1. 1891                                                   |                            | Nevlastní bratr Josefa Matyáše (č. 4), generál, polní zbrojmistr, majitel c. k. pěšího pluku 99. |
| 6.      | 8.        | Karel z Thun-Hohensteinu                                     | 16. 1. 1876 Terst             | Eleonora Fritschová 15. 4. 1775 Klášterec nad Ohří – 26. 6. 1834 Vídeň                  | 3. 7. 1833: Johanna Kollerová 26. 3. 1809 – 2. 1. 1891                                                   |                            | Nevlastní bratr Josefa Matyáše (č. 4), generál, polní zbrojmistr, majitel c. k. pěšího pluku 99. |
| 7.      | 9.        | Josef Osvald I. z Thun-Hohensteinu                           | 21. 12. 1817 Žehušice         | Josef Matyáš z Thun-Hohensteinu (č. 4)                                                  | 10. 9. 1846 Praha: Johanna ze Salm-Reifferscheidt-Hainspachu (č. 9)                                      | Pohřben 9. 1. 1883.        | C. k komoří a tajný rada, major v záloze, starosta Klášterce v letech 1861–1876, držitel kláštereckého majorátu (1868–1883). |
| 7.      | 9.        | Josef Osvald I. z Thun-Hohensteinu                           | 6. 1. 1883 Klášterec nad Ohří | Františka Romana z Thun-Hohensteinu (č. 8)                                              | 10. 9. 1846 Praha: Johanna ze Salm-Reifferscheidt-Hainspachu (č. 9)                                      | Pohřben 9. 1. 1883.        | C. k komoří a tajný rada, major v záloze, starosta Klášterce v letech 1861–1876, držitel kláštereckého majorátu (1868–1883). |
| 8.      | 8.        | Františka Romana z Thun-Hohensteinu z linie Ronšperk-Benátky | 26. 1. 1796 Praha             | Antonín Josef z Thun-Hohensteinu 16. 12. 1754 Praha – 2. 4. 1840 Poběžovice             | 10. 9. 1816 Praha: Josef Matyáš z Thun-Hohensteinu (č. 4)                                                |                            | Palácová dáma a dáma Řádu hvězdového kříže. Porodila devět dětí: - 1. Josef Osvald I. (1817–1883; č. 7) - 2. Maxmilián Josef (1820–1854) - 3. Guidobald Josef Antonín (1823–1904) - 4. Zikmund Ignác (1827–1897; pohřben na Komunálním hřbitově v Salcburku) - 5. Christiane, provd. z Gatterburgu (1828–1893) - 6. Jindřich Jan Nepomuk (1830–1886; pohřben na Komunálním hřbitově v Salcburku) - 7. Kristián Gabriel (1832–1834) - 8. Philippine, provd. z Thun-Hohensteinu (1835–1928; pohřbena na Komunálním hřbitově v Salcburku) - 9. Karel Boromej Emanuel (1842–1931; pohřben na Komunálním hřbitově v Salcburku)                                                   |
| 8.      | 8.        | Františka Romana z Thun-Hohensteinu z linie Ronšperk-Benátky | 14. 10. 1883 Salcburk         | Marie Terezie Wratislavová z Mitrowicz 9. 3. 1766 Prčice – 21. 1. 1851 Praha            | 10. 9. 1816 Praha: Josef Matyáš z Thun-Hohensteinu (č. 4)                                                |                            | Palácová dáma a dáma Řádu hvězdového kříže. Porodila devět dětí: - 1. Josef Osvald I. (1817–1883; č. 7) - 2. Maxmilián Josef (1820–1854) - 3. Guidobald Josef Antonín (1823–1904) - 4. Zikmund Ignác (1827–1897; pohřben na Komunálním hřbitově v Salcburku) - 5. Christiane, provd. z Gatterburgu (1828–1893) - 6. Jindřich Jan Nepomuk (1830–1886; pohřben na Komunálním hřbitově v Salcburku) - 7. Kristián Gabriel (1832–1834) - 8. Philippine, provd. z Thun-Hohensteinu (1835–1928; pohřbena na Komunálním hřbitově v Salcburku) - 9. Karel Boromej Emanuel (1842–1931; pohřben na Komunálním hřbitově v Salcburku)                                                   |
| 9.      | 9.        | Johanna ze Salm-Reifferscheidt-Hainspachu                    | 16. 5. 1827 Praha             | Jan František ze Salm-Reifferscheidt-Hainspachu 7. 4. 1780 – 3. 4. 1847                 | 10. 9. 1846 Praha: Josef Osvald I. z Thun-Hohensteinu (č. 7)                                             |                            | Palácová dáma a dáma Řádu hvězdového kříže. Porodila sedm dětí: - 1. Rosina, provd. Dubská z Třebomyslic (1848–1931) - 2. Josef Osvald II. Matyáš (1849–1913; č. 10) - 3. Františka Johanna, provd. z Waldstein-Wartenbergu (1852–1894; pohřbena ve hřbitovní kapli Povýšení sv. Kříže ve Šťáhlavech) - 4. Clotilde Johanna Leopoldine, provd. z Grünne (1854–1934) - 5. Maximilian Theodor Johann (1857–1950, pohřben na hřbitově ve Vídni-Hietzingu) - 6. Ernestine Gabriele Johanna, provd. Wratislavová z Mitrowicz a podruhé Thun-Hohensteinová (1858–1948; pohřbena na Starém hřbitově v Dírné) - 7. Johanna Maria Rosina, provd. von dem Broel gt Plater (1861–1939) |
| 9.      | 9.        | Johanna ze Salm-Reifferscheidt-Hainspachu                    | 8.5.1892 Innsbruck            | Rosina z Nostitz-Rokitnitz 31. 7. 1795 – 11. 1. 1847                                    | 10. 9. 1846 Praha: Josef Osvald I. z Thun-Hohensteinu (č. 7)                                             |                            | Palácová dáma a dáma Řádu hvězdového kříže. Porodila sedm dětí: - 1. Rosina, provd. Dubská z Třebomyslic (1848–1931) - 2. Josef Osvald II. Matyáš (1849–1913; č. 10) - 3. Františka Johanna, provd. z Waldstein-Wartenbergu (1852–1894; pohřbena ve hřbitovní kapli Povýšení sv. Kříže ve Šťáhlavech) - 4. Clotilde Johanna Leopoldine, provd. z Grünne (1854–1934) - 5. Maximilian Theodor Johann (1857–1950, pohřben na hřbitově ve Vídni-Hietzingu) - 6. Ernestine Gabriele Johanna, provd. Wratislavová z Mitrowicz a podruhé Thun-Hohensteinová (1858–1948; pohřbena na Starém hřbitově v Dírné) - 7. Johanna Maria Rosina, provd. von dem Broel gt Plater (1861–1939) |
| 10.     | 10.       | Josef Osvald II. z Thun-Hohenstein-Salm-Reifferscheidu       | 14. 12. 1849 Žehušice         | Josef Osvald I. z Thun-Hohensteinu (č. 7)                                               | 3. 3. 1878 Praha: Kristiana Alžběta z Waldstein-Wartenbergu 12. 6. 1859 Doksy – 6. 8. 1935 Doksy         |                            | C. k komoří a tajný rada, dedičný člen rakouské Panské sněmovny, čestný rytíř Maltézského řádu, rytíř Řádu zlatého rouna, diplomat, starosta Klášterce v letech 1876–1913, držitel kláštereckého majorátu (1883–1913). Jeho matka se stala po vymření starohrabat ze Salm-Reifferscheidtu v roce 1891 dědičkou statku Lipová, které převedla na syna a to bylo začleněno do kláštereckého fideikomisu. Manželka byla pohřbena ve Waldsteinské hrobce v Doksech. Narodily se mu následující děti: - 1. Josef Osvald III. (1878–1942) - 2. Adolf Maria (1880–1957; pohřben na hřbitově ve Schwaigernu) - 3. Pavel (1884–1963)                                                 |
| 10.     | 10.       | Josef Osvald II. z Thun-Hohenstein-Salm-Reifferscheidu       | 21. 10. 1913 Vídeň            | Johanna ze Salm-Reifferscheidt-Hainspachu (č. 9)                                        | 3. 3. 1878 Praha: Kristiana Alžběta z Waldstein-Wartenbergu 12. 6. 1859 Doksy – 6. 8. 1935 Doksy         |                            | C. k komoří a tajný rada, dedičný člen rakouské Panské sněmovny, čestný rytíř Maltézského řádu, rytíř Řádu zlatého rouna, diplomat, starosta Klášterce v letech 1876–1913, držitel kláštereckého majorátu (1883–1913). Jeho matka se stala po vymření starohrabat ze Salm-Reifferscheidtu v roce 1891 dědičkou statku Lipová, které převedla na syna a to bylo začleněno do kláštereckého fideikomisu. Manželka byla pohřbena ve Waldsteinské hrobce v Doksech. Narodily se mu následující děti: - 1. Josef Osvald III. (1878–1942) - 2. Adolf Maria (1880–1957; pohřben na hřbitově ve Schwaigernu) - 3. Pavel (1884–1963)                                                 |

### Podle uložení
| Josef Osvald I. z Thun-Hohensteinu 1817–1883 (č. 7)                      | čelní stěna – kříž | Františka z Thun-Hohensteinu 1796–1883 (č. 8)              | Františka z Thun-Hohensteinu 1796–1883 (č. 8)              | Františka z Thun-Hohensteinu 1796–1883 (č. 8)              |
| Josef Osvald II. z Thun-Hohenstein-Salm-Reifferscheidu 1849–1913 (č. 10) | čelní stěna – kříž | Johanna ze Salm-Reifferscheidt-Hainspachu 1827–1892 (č. 9) | Johanna ze Salm-Reifferscheidt-Hainspachu 1827–1892 (č. 9) | Johanna ze Salm-Reifferscheidt-Hainspachu 1827–1892 (č. 9) |
| Karel z Thun-Hohensteinu 1803–1876 (č. 6)                                | čelní stěna – kříž | Ervín z Thun-Hohensteinu 1858–1870 (č. 5)                  | Ervín z Thun-Hohensteinu 1858–1870 (č. 5)                  | Ervín z Thun-Hohensteinu 1858–1870 (č. 5)                  |
| Josef Matyáš z Thun-Hohensteinu 1794–1868 (č. 4)                         | čelní stěna – kříž | Michael Osvald z Thun-Hohensteinu 1631–1694 (č. 1)         | Marie Filipína z Harrachu 1693–1763 (č. 3)                 | František z Thun-Hohensteinu 1713–1714 (č. 2)              |
| vstup – branka v mříži schodiště                                         |                    |                                                            |                                                            |                                                            |

### Příbuzenské vztahy pohřbených
Následující schéma znázorňuje příbuzenské vztahy. Červeně orámovaní byli pohřbeni v hrobce, arabské číslice odpovídají pořadí úmrtí podle předchozí tabulky. Římské číslice představují pořadí manžela nebo manželky, pokud někdo uzavřel sňatek více než jednou. Vzhledem k účelu schématu se nejedná o kompletní rodokmen Thun-Hohensteinů.
|                                                            |                                                            |                                                            |                                                            |                                                            |                                                            | II. Anna Markéta z Wolkenstein-Trostburgu † 1635 | II. Anna Markéta z Wolkenstein-Trostburgu † 1635 | II. Anna Markéta z Wolkenstein-Trostburgu † 1635                          | II. Anna Markéta z Wolkenstein-Trostburgu † 1635                          | II. Anna Markéta z Wolkenstein-Trostburgu † 1635                          | II. Anna Markéta z Wolkenstein-Trostburgu † 1635                          |                                                                           |                                                                           |                                                        |                                                        |                                                                      |                                                                      | Jan Zikmund z Thun-Hohensteinu 1594–1646                             | Jan Zikmund z Thun-Hohensteinu 1594–1646                             | Jan Zikmund z Thun-Hohensteinu 1594–1646                             | Jan Zikmund z Thun-Hohensteinu 1594–1646                             | Jan Zikmund z Thun-Hohensteinu 1594–1646  | Jan Zikmund z Thun-Hohensteinu 1594–1646  |                                                        |                                                        |                                                              |                                                              |                                                              |                                                              | III. Markéta Anna z Oettingen-Baldernu † 1684                | III. Markéta Anna z Oettingen-Baldernu † 1684                | III. Markéta Anna z Oettingen-Baldernu † 1684           | III. Markéta Anna z Oettingen-Baldernu † 1684           | III. Markéta Anna z Oettingen-Baldernu † 1684           | III. Markéta Anna z Oettingen-Baldernu † 1684           |                                                         |                                                         |                                                       |                                                       |                                                                    |                                                                    |                                                                    |                                                                    |                                                                    |                                                                    |                                                  |                                                  |                                                            |                                                            |                                                            |                                                            |                                                            |                                                            |                                                       |                                                       |                                                         |                                                         |                                                         |                                                         |                                                         |                                                         |  |  |                                                    |                                                    |                                                    |                                                    |                                                    |                                                    |  |  |                                                        |                                                        |                                                        |                                                        |                                                        |                                                        |  |  |                                                         |                                                         |                                                         |                                                         |                                                         |                                                         |  |  |
|                                                            |                                                            |                                                            |                                                            |                                                            |                                                            | II. Anna Markéta z Wolkenstein-Trostburgu † 1635 | II. Anna Markéta z Wolkenstein-Trostburgu † 1635 | II. Anna Markéta z Wolkenstein-Trostburgu † 1635                          | II. Anna Markéta z Wolkenstein-Trostburgu † 1635                          | II. Anna Markéta z Wolkenstein-Trostburgu † 1635                          | II. Anna Markéta z Wolkenstein-Trostburgu † 1635                          |                                                                           |                                                                           |                                                        |                                                        |                                                                      |                                                                      | Jan Zikmund z Thun-Hohensteinu 1594–1646                             | Jan Zikmund z Thun-Hohensteinu 1594–1646                             | Jan Zikmund z Thun-Hohensteinu 1594–1646                             | Jan Zikmund z Thun-Hohensteinu 1594–1646                             | Jan Zikmund z Thun-Hohensteinu 1594–1646  | Jan Zikmund z Thun-Hohensteinu 1594–1646  |                                                        |                                                        |                                                              |                                                              |                                                              |                                                              | III. Markéta Anna z Oettingen-Baldernu † 1684                | III. Markéta Anna z Oettingen-Baldernu † 1684                | III. Markéta Anna z Oettingen-Baldernu † 1684           | III. Markéta Anna z Oettingen-Baldernu † 1684           | III. Markéta Anna z Oettingen-Baldernu † 1684           | III. Markéta Anna z Oettingen-Baldernu † 1684           |                                                         |                                                         |                                                       |                                                       |                                                                    |                                                                    |                                                                    |                                                                    |                                                                    |                                                                    |                                                  |                                                  |                                                            |                                                            |                                                            |                                                            |                                                            |                                                            |                                                       |                                                       |                                                         |                                                         |                                                         |                                                         |                                                         |                                                         |  |  |                                                    |                                                    |                                                    |                                                    |                                                    |                                                    |  |  |                                                        |                                                        |                                                        |                                                        |                                                        |                                                        |  |  |                                                         |                                                         |                                                         |                                                         |                                                         |                                                         |  |  |
|                                                            |                                                            |                                                            |                                                            |                                                            |                                                            |                                                  |                                                  |                                                                           |                                                                           |                                                                           |                                                                           |                                                                           |                                                                           |                                                        |                                                        |                                                                      |                                                                      |                                                                      |                                                                      |                                                                      |                                                                      |                                           |                                           |                                                        |                                                        |                                                              |                                                              |                                                              |                                                              |                                                              |                                                              |                                                         |                                                         |                                                         |                                                         |                                                         |                                                         |                                                       |                                                       |                                                                    |                                                                    |                                                                    |                                                                    |                                                                    |                                                                    |                                                  |                                                  |                                                            |                                                            |                                                            |                                                            |                                                            |                                                            |                                                       |                                                       |                                                         |                                                         |                                                         |                                                         |                                                         |                                                         |  |  |                                                    |                                                    |                                                    |                                                    |                                                    |                                                    |  |  |                                                        |                                                        |                                                        |                                                        |                                                        |                                                        |  |  |                                                         |                                                         |                                                         |                                                         |                                                         |                                                         |  |  |
|                                                            |                                                            |                                                            |                                                            |                                                            |                                                            |                                                  |                                                  |                                                                           |                                                                           |                                                                           |                                                                           |                                                                           |                                                                           |                                                        |                                                        |                                                                      |                                                                      |                                                                      |                                                                      |                                                                      |                                                                      |                                           |                                           |                                                        |                                                        |                                                              |                                                              |                                                              |                                                              |                                                              |                                                              |                                                         |                                                         |                                                         |                                                         |                                                         |                                                         |                                                       |                                                       |                                                                    |                                                                    |                                                                    |                                                                    |                                                                    |                                                                    |                                                  |                                                  |                                                            |                                                            |                                                            |                                                            |                                                            |                                                            |                                                       |                                                       |                                                         |                                                         |                                                         |                                                         |                                                         |                                                         |  |  |                                                    |                                                    |                                                    |                                                    |                                                    |                                                    |  |  |                                                        |                                                        |                                                        |                                                        |                                                        |                                                        |  |  |                                                         |                                                         |                                                         |                                                         |                                                         |                                                         |  |  |
| I. Alžběta z Lodronu † 1688                                | I. Alžběta z Lodronu † 1688                                | I. Alžběta z Lodronu † 1688                                | I. Alžběta z Lodronu † 1688                                | I. Alžběta z Lodronu † 1688                                | I. Alžběta z Lodronu † 1688                                |                                                  |                                                  | 1. Michael Osvald z Thun-Hohensteinu 1631–1694                            | 1. Michael Osvald z Thun-Hohensteinu 1631–1694                            | 1. Michael Osvald z Thun-Hohensteinu 1631–1694                            | 1. Michael Osvald z Thun-Hohensteinu 1631–1694                            | 1. Michael Osvald z Thun-Hohensteinu 1631–1694                            | 1. Michael Osvald z Thun-Hohensteinu 1631–1694                            |                                                        |                                                        | II. Anna Cecilie z Thannhausenu 1674–1721                            | II. Anna Cecilie z Thannhausenu 1674–1721                            | II. Anna Cecilie z Thannhausenu 1674–1721                            | II. Anna Cecilie z Thannhausenu 1674–1721                            | II. Anna Cecilie z Thannhausenu 1674–1721                            | II. Anna Cecilie z Thannhausenu 1674–1721                            |                                           |                                           | I. Marie Františka Emerencia z Lodronu † 1679          | I. Marie Františka Emerencia z Lodronu † 1679          | I. Marie Františka Emerencia z Lodronu † 1679                | I. Marie Františka Emerencia z Lodronu † 1679                | I. Marie Františka Emerencia z Lodronu † 1679                | I. Marie Františka Emerencia z Lodronu † 1679                |                                                              |                                                              | Maxmilián z Thun-Hohensteinu 1638–1701                  | Maxmilián z Thun-Hohensteinu 1638–1701                  | Maxmilián z Thun-Hohensteinu 1638–1701                  | Maxmilián z Thun-Hohensteinu 1638–1701                  | Maxmilián z Thun-Hohensteinu 1638–1701                  | Maxmilián z Thun-Hohensteinu 1638–1701                  |                                                       |                                                       | II. Marie Maxmiliána z Liechtensteinu 1659–1687                    | II. Marie Maxmiliána z Liechtensteinu 1659–1687                    | II. Marie Maxmiliána z Liechtensteinu 1659–1687                    | II. Marie Maxmiliána z Liechtensteinu 1659–1687                    | II. Marie Maxmiliána z Liechtensteinu 1659–1687                    | II. Marie Maxmiliána z Liechtensteinu 1659–1687                    |                                                  |                                                  |                                                            |                                                            |                                                            |                                                            |                                                            |                                                            |                                                       |                                                       |                                                         |                                                         |                                                         |                                                         |                                                         |                                                         |  |  |                                                    |                                                    |                                                    |                                                    |                                                    |                                                    |  |  |                                                        |                                                        |                                                        |                                                        |                                                        |                                                        |  |  |                                                         |                                                         |                                                         |                                                         |                                                         |                                                         |  |  |
| I. Alžběta z Lodronu † 1688                                | I. Alžběta z Lodronu † 1688                                | I. Alžběta z Lodronu † 1688                                | I. Alžběta z Lodronu † 1688                                | I. Alžběta z Lodronu † 1688                                | I. Alžběta z Lodronu † 1688                                |                                                  |                                                  | 1. Michael Osvald z Thun-Hohensteinu 1631–1694                            | 1. Michael Osvald z Thun-Hohensteinu 1631–1694                            | 1. Michael Osvald z Thun-Hohensteinu 1631–1694                            | 1. Michael Osvald z Thun-Hohensteinu 1631–1694                            | 1. Michael Osvald z Thun-Hohensteinu 1631–1694                            | 1. Michael Osvald z Thun-Hohensteinu 1631–1694                            |                                                        |                                                        | II. Anna Cecilie z Thannhausenu 1674–1721                            | II. Anna Cecilie z Thannhausenu 1674–1721                            | II. Anna Cecilie z Thannhausenu 1674–1721                            | II. Anna Cecilie z Thannhausenu 1674–1721                            | II. Anna Cecilie z Thannhausenu 1674–1721                            | II. Anna Cecilie z Thannhausenu 1674–1721                            |                                           |                                           | I. Marie Františka Emerencia z Lodronu † 1679          | I. Marie Františka Emerencia z Lodronu † 1679          | I. Marie Františka Emerencia z Lodronu † 1679                | I. Marie Františka Emerencia z Lodronu † 1679                | I. Marie Františka Emerencia z Lodronu † 1679                | I. Marie Františka Emerencia z Lodronu † 1679                |                                                              |                                                              | Maxmilián z Thun-Hohensteinu 1638–1701                  | Maxmilián z Thun-Hohensteinu 1638–1701                  | Maxmilián z Thun-Hohensteinu 1638–1701                  | Maxmilián z Thun-Hohensteinu 1638–1701                  | Maxmilián z Thun-Hohensteinu 1638–1701                  | Maxmilián z Thun-Hohensteinu 1638–1701                  |                                                       |                                                       | II. Marie Maxmiliána z Liechtensteinu 1659–1687                    | II. Marie Maxmiliána z Liechtensteinu 1659–1687                    | II. Marie Maxmiliána z Liechtensteinu 1659–1687                    | II. Marie Maxmiliána z Liechtensteinu 1659–1687                    | II. Marie Maxmiliána z Liechtensteinu 1659–1687                    | II. Marie Maxmiliána z Liechtensteinu 1659–1687                    |                                                  |                                                  |                                                            |                                                            |                                                            |                                                            |                                                            |                                                            |                                                       |                                                       |                                                         |                                                         |                                                         |                                                         |                                                         |                                                         |  |  |                                                    |                                                    |                                                    |                                                    |                                                    |                                                    |  |  |                                                        |                                                        |                                                        |                                                        |                                                        |                                                        |  |  |                                                         |                                                         |                                                         |                                                         |                                                         |                                                         |  |  |
|                                                            |                                                            |                                                            |                                                            |                                                            |                                                            |                                                  |                                                  |                                                                           |                                                                           |                                                                           |                                                                           |                                                                           |                                                                           |                                                        |                                                        |                                                                      |                                                                      |                                                                      |                                                                      |                                                                      |                                                                      |                                           |                                           |                                                        |                                                        |                                                              |                                                              |                                                              |                                                              |                                                              |                                                              |                                                         |                                                         |                                                         |                                                         |                                                         |                                                         |                                                       |                                                       |                                                                    |                                                                    |                                                                    |                                                                    |                                                                    |                                                                    |                                                  |                                                  |                                                            |                                                            |                                                            |                                                            |                                                            |                                                            |                                                       |                                                       |                                                         |                                                         |                                                         |                                                         |                                                         |                                                         |  |  |                                                    |                                                    |                                                    |                                                    |                                                    |                                                    |  |  |                                                        |                                                        |                                                        |                                                        |                                                        |                                                        |  |  |                                                         |                                                         |                                                         |                                                         |                                                         |                                                         |  |  |
|                                                            |                                                            |                                                            |                                                            |                                                            |                                                            |                                                  |                                                  |                                                                           |                                                                           |                                                                           |                                                                           |                                                                           |                                                                           |                                                        |                                                        |                                                                      |                                                                      |                                                                      |                                                                      |                                                                      |                                                                      |                                           |                                           |                                                        |                                                        |                                                              |                                                              |                                                              |                                                              |                                                              |                                                              |                                                         |                                                         |                                                         |                                                         |                                                         |                                                         |                                                       |                                                       |                                                                    |                                                                    |                                                                    |                                                                    |                                                                    |                                                                    |                                                  |                                                  |                                                            |                                                            |                                                            |                                                            |                                                            |                                                            |                                                       |                                                       |                                                         |                                                         |                                                         |                                                         |                                                         |                                                         |  |  |                                                    |                                                    |                                                    |                                                    |                                                    |                                                    |  |  |                                                        |                                                        |                                                        |                                                        |                                                        |                                                        |  |  |                                                         |                                                         |                                                         |                                                         |                                                         |                                                         |  |  |
| Marie Anna Leopoldia z Thun-Hohensteinu 1664–1733          | Marie Anna Leopoldia z Thun-Hohensteinu 1664–1733          | Marie Anna Leopoldia z Thun-Hohensteinu 1664–1733          | Marie Anna Leopoldia z Thun-Hohensteinu 1664–1733          | Marie Anna Leopoldia z Thun-Hohensteinu 1664–1733          | Marie Anna Leopoldia z Thun-Hohensteinu 1664–1733          |                                                  |                                                  | Antonín II. z Montfort-Tettnangu 1670–1733                                | Antonín II. z Montfort-Tettnangu 1670–1733                                | Antonín II. z Montfort-Tettnangu 1670–1733                                | Antonín II. z Montfort-Tettnangu 1670–1733                                | Antonín II. z Montfort-Tettnangu 1670–1733                                | Antonín II. z Montfort-Tettnangu 1670–1733                                |                                                        |                                                        | Jan Maxmilián z Thun-Hohensteinu 1673–1701                           | Jan Maxmilián z Thun-Hohensteinu 1673–1701                           | Jan Maxmilián z Thun-Hohensteinu 1673–1701                           | Jan Maxmilián z Thun-Hohensteinu 1673–1701                           | Jan Maxmilián z Thun-Hohensteinu 1673–1701                           | Jan Maxmilián z Thun-Hohensteinu 1673–1701                           |                                           |                                           | Marie Terezie ze Šternberka * po 1671                  | Marie Terezie ze Šternberka * po 1671                  | Marie Terezie ze Šternberka * po 1671                        | Marie Terezie ze Šternberka * po 1671                        | Marie Terezie ze Šternberka * po 1671                        | Marie Terezie ze Šternberka * po 1671                        |                                                              |                                                              | Marie Magdalena Antonie z Thun-Hohensteinu 1684–1744    | Marie Magdalena Antonie z Thun-Hohensteinu 1684–1744    | Marie Magdalena Antonie z Thun-Hohensteinu 1684–1744    | Marie Magdalena Antonie z Thun-Hohensteinu 1684–1744    | Marie Magdalena Antonie z Thun-Hohensteinu 1684–1744    | Marie Magdalena Antonie z Thun-Hohensteinu 1684–1744    |                                                       |                                                       | Jan František Josef z Thun-Hohensteinu 1686–1720                   | Jan František Josef z Thun-Hohensteinu 1686–1720                   | Jan František Josef z Thun-Hohensteinu 1686–1720                   | Jan František Josef z Thun-Hohensteinu 1686–1720                   | Jan František Josef z Thun-Hohensteinu 1686–1720                   | Jan František Josef z Thun-Hohensteinu 1686–1720                   |                                                  |                                                  | 3. Marie Filipína z Harrachu 1693–1763                     | 3. Marie Filipína z Harrachu 1693–1763                     | 3. Marie Filipína z Harrachu 1693–1763                     | 3. Marie Filipína z Harrachu 1693–1763                     | 3. Marie Filipína z Harrachu 1693–1763                     | 3. Marie Filipína z Harrachu 1693–1763                     |                                                       |                                                       |                                                         |                                                         |                                                         |                                                         |                                                         |                                                         |  |  |                                                    |                                                    |                                                    |                                                    |                                                    |                                                    |  |  |                                                        |                                                        |                                                        |                                                        |                                                        |                                                        |  |  |                                                         |                                                         |                                                         |                                                         |                                                         |                                                         |  |  |
| Marie Anna Leopoldia z Thun-Hohensteinu 1664–1733          | Marie Anna Leopoldia z Thun-Hohensteinu 1664–1733          | Marie Anna Leopoldia z Thun-Hohensteinu 1664–1733          | Marie Anna Leopoldia z Thun-Hohensteinu 1664–1733          | Marie Anna Leopoldia z Thun-Hohensteinu 1664–1733          | Marie Anna Leopoldia z Thun-Hohensteinu 1664–1733          |                                                  |                                                  | Antonín II. z Montfort-Tettnangu 1670–1733                                | Antonín II. z Montfort-Tettnangu 1670–1733                                | Antonín II. z Montfort-Tettnangu 1670–1733                                | Antonín II. z Montfort-Tettnangu 1670–1733                                | Antonín II. z Montfort-Tettnangu 1670–1733                                | Antonín II. z Montfort-Tettnangu 1670–1733                                |                                                        |                                                        | Jan Maxmilián z Thun-Hohensteinu 1673–1701                           | Jan Maxmilián z Thun-Hohensteinu 1673–1701                           | Jan Maxmilián z Thun-Hohensteinu 1673–1701                           | Jan Maxmilián z Thun-Hohensteinu 1673–1701                           | Jan Maxmilián z Thun-Hohensteinu 1673–1701                           | Jan Maxmilián z Thun-Hohensteinu 1673–1701                           |                                           |                                           | Marie Terezie ze Šternberka * po 1671                  | Marie Terezie ze Šternberka * po 1671                  | Marie Terezie ze Šternberka * po 1671                        | Marie Terezie ze Šternberka * po 1671                        | Marie Terezie ze Šternberka * po 1671                        | Marie Terezie ze Šternberka * po 1671                        |                                                              |                                                              | Marie Magdalena Antonie z Thun-Hohensteinu 1684–1744    | Marie Magdalena Antonie z Thun-Hohensteinu 1684–1744    | Marie Magdalena Antonie z Thun-Hohensteinu 1684–1744    | Marie Magdalena Antonie z Thun-Hohensteinu 1684–1744    | Marie Magdalena Antonie z Thun-Hohensteinu 1684–1744    | Marie Magdalena Antonie z Thun-Hohensteinu 1684–1744    |                                                       |                                                       | Jan František Josef z Thun-Hohensteinu 1686–1720                   | Jan František Josef z Thun-Hohensteinu 1686–1720                   | Jan František Josef z Thun-Hohensteinu 1686–1720                   | Jan František Josef z Thun-Hohensteinu 1686–1720                   | Jan František Josef z Thun-Hohensteinu 1686–1720                   | Jan František Josef z Thun-Hohensteinu 1686–1720                   |                                                  |                                                  | 3. Marie Filipína z Harrachu 1693–1763                     | 3. Marie Filipína z Harrachu 1693–1763                     | 3. Marie Filipína z Harrachu 1693–1763                     | 3. Marie Filipína z Harrachu 1693–1763                     | 3. Marie Filipína z Harrachu 1693–1763                     | 3. Marie Filipína z Harrachu 1693–1763                     |                                                       |                                                       |                                                         |                                                         |                                                         |                                                         |                                                         |                                                         |  |  |                                                    |                                                    |                                                    |                                                    |                                                    |                                                    |  |  |                                                        |                                                        |                                                        |                                                        |                                                        |                                                        |  |  |                                                         |                                                         |                                                         |                                                         |                                                         |                                                         |  |  |
|                                                            |                                                            |                                                            |                                                            |                                                            |                                                            |                                                  |                                                  |                                                                           |                                                                           |                                                                           |                                                                           |                                                                           |                                                                           |                                                        |                                                        |                                                                      |                                                                      |                                                                      |                                                                      |                                                                      |                                                                      |                                           |                                           |                                                        |                                                        |                                                              |                                                              |                                                              |                                                              |                                                              |                                                              |                                                         |                                                         |                                                         |                                                         |                                                         |                                                         |                                                       |                                                       |                                                                    |                                                                    |                                                                    |                                                                    |                                                                    |                                                                    |                                                  |                                                  |                                                            |                                                            |                                                            |                                                            |                                                            |                                                            |                                                       |                                                       |                                                         |                                                         |                                                         |                                                         |                                                         |                                                         |  |  |                                                    |                                                    |                                                    |                                                    |                                                    |                                                    |  |  |                                                        |                                                        |                                                        |                                                        |                                                        |                                                        |  |  |                                                         |                                                         |                                                         |                                                         |                                                         |                                                         |  |  |
|                                                            |                                                            |                                                            |                                                            |                                                            |                                                            |                                                  |                                                  |                                                                           |                                                                           |                                                                           |                                                                           |                                                                           |                                                                           |                                                        |                                                        |                                                                      |                                                                      |                                                                      |                                                                      |                                                                      |                                                                      |                                           |                                           |                                                        |                                                        |                                                              |                                                              |                                                              |                                                              |                                                              |                                                              |                                                         |                                                         |                                                         |                                                         |                                                         |                                                         |                                                       |                                                       |                                                                    |                                                                    |                                                                    |                                                                    |                                                                    |                                                                    |                                                  |                                                  |                                                            |                                                            |                                                            |                                                            |                                                            |                                                            |                                                       |                                                       |                                                         |                                                         |                                                         |                                                         |                                                         |                                                         |  |  |                                                    |                                                    |                                                    |                                                    |                                                    |                                                    |  |  |                                                        |                                                        |                                                        |                                                        |                                                        |                                                        |  |  |                                                         |                                                         |                                                         |                                                         |                                                         |                                                         |  |  |
|                                                            |                                                            |                                                            |                                                            |                                                            |                                                            |                                                  |                                                  |                                                                           |                                                                           | 2. František Pad. Antonín z Thun-Hohensteinu 1713–1714                    | 2. František Pad. Antonín z Thun-Hohensteinu 1713–1714                    | 2. František Pad. Antonín z Thun-Hohensteinu 1713–1714                    | 2. František Pad. Antonín z Thun-Hohensteinu 1713–1714                    | 2. František Pad. Antonín z Thun-Hohensteinu 1713–1714 | 2. František Pad. Antonín z Thun-Hohensteinu 1713–1714 |                                                                      |                                                                      | Marie Josefa z Thun-Hohensteinu 1714–1740                            | Marie Josefa z Thun-Hohensteinu 1714–1740                            | Marie Josefa z Thun-Hohensteinu 1714–1740                            | Marie Josefa z Thun-Hohensteinu 1714–1740                            | Marie Josefa z Thun-Hohensteinu 1714–1740 | Marie Josefa z Thun-Hohensteinu 1714–1740 |                                                        |                                                        | Jindřich Pavel František II. z Mansfeld-Vorderortu 1712–1780 | Jindřich Pavel František II. z Mansfeld-Vorderortu 1712–1780 | Jindřich Pavel František II. z Mansfeld-Vorderortu 1712–1780 | Jindřich Pavel František II. z Mansfeld-Vorderortu 1712–1780 | Jindřich Pavel František II. z Mansfeld-Vorderortu 1712–1780 | Jindřich Pavel František II. z Mansfeld-Vorderortu 1712–1780 |                                                         |                                                         |                                                         |                                                         | I. Marie Kristýna z Hohenzollern-Hechingenu 1715–1749   | I. Marie Kristýna z Hohenzollern-Hechingenu 1715–1749   | I. Marie Kristýna z Hohenzollern-Hechingenu 1715–1749 | I. Marie Kristýna z Hohenzollern-Hechingenu 1715–1749 | I. Marie Kristýna z Hohenzollern-Hechingenu 1715–1749              | I. Marie Kristýna z Hohenzollern-Hechingenu 1715–1749              |                                                                    |                                                                    | Jan Josef František z Thun-Hohensteinu 1711–1788                   | Jan Josef František z Thun-Hohensteinu 1711–1788                   | Jan Josef František z Thun-Hohensteinu 1711–1788 | Jan Josef František z Thun-Hohensteinu 1711–1788 | Jan Josef František z Thun-Hohensteinu 1711–1788           | Jan Josef František z Thun-Hohensteinu 1711–1788           |                                                            |                                                            | II. Marie Alžběta Kollonitzová z Kollegrádu 1732–1754      | II. Marie Alžběta Kollonitzová z Kollegrádu 1732–1754      | II. Marie Alžběta Kollonitzová z Kollegrádu 1732–1754 | II. Marie Alžběta Kollonitzová z Kollegrádu 1732–1754 | II. Marie Alžběta Kollonitzová z Kollegrádu 1732–1754   | II. Marie Alžběta Kollonitzová z Kollegrádu 1732–1754   |                                                         |                                                         |                                                         |                                                         |  |  |                                                    |                                                    |                                                    |                                                    |                                                    |                                                    |  |  |                                                        |                                                        |                                                        |                                                        |                                                        |                                                        |  |  |                                                         |                                                         |                                                         |                                                         |                                                         |                                                         |  |  |
|                                                            |                                                            |                                                            |                                                            |                                                            |                                                            |                                                  |                                                  |                                                                           |                                                                           | 2. František Pad. Antonín z Thun-Hohensteinu 1713–1714                    | 2. František Pad. Antonín z Thun-Hohensteinu 1713–1714                    | 2. František Pad. Antonín z Thun-Hohensteinu 1713–1714                    | 2. František Pad. Antonín z Thun-Hohensteinu 1713–1714                    | 2. František Pad. Antonín z Thun-Hohensteinu 1713–1714 | 2. František Pad. Antonín z Thun-Hohensteinu 1713–1714 |                                                                      |                                                                      | Marie Josefa z Thun-Hohensteinu 1714–1740                            | Marie Josefa z Thun-Hohensteinu 1714–1740                            | Marie Josefa z Thun-Hohensteinu 1714–1740                            | Marie Josefa z Thun-Hohensteinu 1714–1740                            | Marie Josefa z Thun-Hohensteinu 1714–1740 | Marie Josefa z Thun-Hohensteinu 1714–1740 |                                                        |                                                        | Jindřich Pavel František II. z Mansfeld-Vorderortu 1712–1780 | Jindřich Pavel František II. z Mansfeld-Vorderortu 1712–1780 | Jindřich Pavel František II. z Mansfeld-Vorderortu 1712–1780 | Jindřich Pavel František II. z Mansfeld-Vorderortu 1712–1780 | Jindřich Pavel František II. z Mansfeld-Vorderortu 1712–1780 | Jindřich Pavel František II. z Mansfeld-Vorderortu 1712–1780 |                                                         |                                                         |                                                         |                                                         | I. Marie Kristýna z Hohenzollern-Hechingenu 1715–1749   | I. Marie Kristýna z Hohenzollern-Hechingenu 1715–1749   | I. Marie Kristýna z Hohenzollern-Hechingenu 1715–1749 | I. Marie Kristýna z Hohenzollern-Hechingenu 1715–1749 | I. Marie Kristýna z Hohenzollern-Hechingenu 1715–1749              | I. Marie Kristýna z Hohenzollern-Hechingenu 1715–1749              |                                                                    |                                                                    | Jan Josef František z Thun-Hohensteinu 1711–1788                   | Jan Josef František z Thun-Hohensteinu 1711–1788                   | Jan Josef František z Thun-Hohensteinu 1711–1788 | Jan Josef František z Thun-Hohensteinu 1711–1788 | Jan Josef František z Thun-Hohensteinu 1711–1788           | Jan Josef František z Thun-Hohensteinu 1711–1788           |                                                            |                                                            | II. Marie Alžběta Kollonitzová z Kollegrádu 1732–1754      | II. Marie Alžběta Kollonitzová z Kollegrádu 1732–1754      | II. Marie Alžběta Kollonitzová z Kollegrádu 1732–1754 | II. Marie Alžběta Kollonitzová z Kollegrádu 1732–1754 | II. Marie Alžběta Kollonitzová z Kollegrádu 1732–1754   | II. Marie Alžběta Kollonitzová z Kollegrádu 1732–1754   |                                                         |                                                         |                                                         |                                                         |  |  |                                                    |                                                    |                                                    |                                                    |                                                    |                                                    |  |  |                                                        |                                                        |                                                        |                                                        |                                                        |                                                        |  |  |                                                         |                                                         |                                                         |                                                         |                                                         |                                                         |  |  |
|                                                            |                                                            |                                                            |                                                            |                                                            |                                                            |                                                  |                                                  |                                                                           |                                                                           |                                                                           |                                                                           |                                                                           |                                                                           |                                                        |                                                        |                                                                      |                                                                      |                                                                      |                                                                      |                                                                      |                                                                      |                                           |                                           |                                                        |                                                        |                                                              |                                                              |                                                              |                                                              |                                                              |                                                              |                                                         |                                                         |                                                         |                                                         |                                                         |                                                         |                                                       |                                                       |                                                                    |                                                                    |                                                                    |                                                                    |                                                                    |                                                                    |                                                  |                                                  |                                                            |                                                            |                                                            |                                                            |                                                            |                                                            |                                                       |                                                       |                                                         |                                                         |                                                         |                                                         |                                                         |                                                         |  |  |                                                    |                                                    |                                                    |                                                    |                                                    |                                                    |  |  |                                                        |                                                        |                                                        |                                                        |                                                        |                                                        |  |  |                                                         |                                                         |                                                         |                                                         |                                                         |                                                         |  |  |
|                                                            |                                                            |                                                            |                                                            |                                                            |                                                            |                                                  |                                                  |                                                                           |                                                                           |                                                                           |                                                                           |                                                                           |                                                                           |                                                        |                                                        |                                                                      |                                                                      |                                                                      |                                                                      |                                                                      |                                                                      |                                           |                                           |                                                        |                                                        |                                                              |                                                              |                                                              |                                                              |                                                              |                                                              |                                                         |                                                         |                                                         |                                                         |                                                         |                                                         |                                                       |                                                       |                                                                    |                                                                    |                                                                    |                                                                    |                                                                    |                                                                    |                                                  |                                                  |                                                            |                                                            |                                                            |                                                            |                                                            |                                                            |                                                       |                                                       |                                                         |                                                         |                                                         |                                                         |                                                         |                                                         |  |  |                                                    |                                                    |                                                    |                                                    |                                                    |                                                    |  |  |                                                        |                                                        |                                                        |                                                        |                                                        |                                                        |  |  |                                                         |                                                         |                                                         |                                                         |                                                         |                                                         |  |  |
| František Jan Josef z Thun-Hohensteinu 1734–1800 KLÁŠTEREC | František Jan Josef z Thun-Hohensteinu 1734–1800 KLÁŠTEREC | František Jan Josef z Thun-Hohensteinu 1734–1800 KLÁŠTEREC | František Jan Josef z Thun-Hohensteinu 1734–1800 KLÁŠTEREC | František Jan Josef z Thun-Hohensteinu 1734–1800 KLÁŠTEREC | František Jan Josef z Thun-Hohensteinu 1734–1800 KLÁŠTEREC |                                                  |                                                  | Marie Vilemína z Ulfeldu 1744–1800                                        | Marie Vilemína z Ulfeldu 1744–1800                                        | Marie Vilemína z Ulfeldu 1744–1800                                        | Marie Vilemína z Ulfeldu 1744–1800                                        | Marie Vilemína z Ulfeldu 1744–1800                                        | Marie Vilemína z Ulfeldu 1744–1800                                        |                                                        |                                                        | Václav Josef Jan z Thun-Hohensteinu 1737–1796 DĚČÍN                  | Václav Josef Jan z Thun-Hohensteinu 1737–1796 DĚČÍN                  | Václav Josef Jan z Thun-Hohensteinu 1737–1796 DĚČÍN                  | Václav Josef Jan z Thun-Hohensteinu 1737–1796 DĚČÍN                  | Václav Josef Jan z Thun-Hohensteinu 1737–1796 DĚČÍN                  | Václav Josef Jan z Thun-Hohensteinu 1737–1796 DĚČÍN                  |                                           |                                           | Marie Anna Liebsteinská z Kolowrat 1750–1828           | Marie Anna Liebsteinská z Kolowrat 1750–1828           | Marie Anna Liebsteinská z Kolowrat 1750–1828                 | Marie Anna Liebsteinská z Kolowrat 1750–1828                 | Marie Anna Liebsteinská z Kolowrat 1750–1828                 | Marie Anna Liebsteinská z Kolowrat 1750–1828                 |                                                              |                                                              | Jan Nepomuk Josef z Thun-Hohensteinu 1742–1811 CHOLTICE | Jan Nepomuk Josef z Thun-Hohensteinu 1742–1811 CHOLTICE | Jan Nepomuk Josef z Thun-Hohensteinu 1742–1811 CHOLTICE | Jan Nepomuk Josef z Thun-Hohensteinu 1742–1811 CHOLTICE | Jan Nepomuk Josef z Thun-Hohensteinu 1742–1811 CHOLTICE | Jan Nepomuk Josef z Thun-Hohensteinu 1742–1811 CHOLTICE |                                                       |                                                       | Marie Terezie z Attemsu 1759–1840                                  | Marie Terezie z Attemsu 1759–1840                                  | Marie Terezie z Attemsu 1759–1840                                  | Marie Terezie z Attemsu 1759–1840                                  | Marie Terezie z Attemsu 1759–1840                                  | Marie Terezie z Attemsu 1759–1840                                  |                                                  |                                                  | Antonín Josef Vojtěch z Thun-Hohensteinu 1754–1840 BENÁTKY | Antonín Josef Vojtěch z Thun-Hohensteinu 1754–1840 BENÁTKY | Antonín Josef Vojtěch z Thun-Hohensteinu 1754–1840 BENÁTKY | Antonín Josef Vojtěch z Thun-Hohensteinu 1754–1840 BENÁTKY | Antonín Josef Vojtěch z Thun-Hohensteinu 1754–1840 BENÁTKY | Antonín Josef Vojtěch z Thun-Hohensteinu 1754–1840 BENÁTKY |                                                       |                                                       | Marie Terezie Wratislavová z Mitrowicz 1766–1851        | Marie Terezie Wratislavová z Mitrowicz 1766–1851        | Marie Terezie Wratislavová z Mitrowicz 1766–1851        | Marie Terezie Wratislavová z Mitrowicz 1766–1851        | Marie Terezie Wratislavová z Mitrowicz 1766–1851        | Marie Terezie Wratislavová z Mitrowicz 1766–1851        |  |  |                                                    |                                                    |                                                    |                                                    |                                                    |                                                    |  |  |                                                        |                                                        |                                                        |                                                        |                                                        |                                                        |  |  |                                                         |                                                         |                                                         |                                                         |                                                         |                                                         |  |  |
| František Jan Josef z Thun-Hohensteinu 1734–1800 KLÁŠTEREC | František Jan Josef z Thun-Hohensteinu 1734–1800 KLÁŠTEREC | František Jan Josef z Thun-Hohensteinu 1734–1800 KLÁŠTEREC | František Jan Josef z Thun-Hohensteinu 1734–1800 KLÁŠTEREC | František Jan Josef z Thun-Hohensteinu 1734–1800 KLÁŠTEREC | František Jan Josef z Thun-Hohensteinu 1734–1800 KLÁŠTEREC |                                                  |                                                  | Marie Vilemína z Ulfeldu 1744–1800                                        | Marie Vilemína z Ulfeldu 1744–1800                                        | Marie Vilemína z Ulfeldu 1744–1800                                        | Marie Vilemína z Ulfeldu 1744–1800                                        | Marie Vilemína z Ulfeldu 1744–1800                                        | Marie Vilemína z Ulfeldu 1744–1800                                        |                                                        |                                                        | Václav Josef Jan z Thun-Hohensteinu 1737–1796 DĚČÍN                  | Václav Josef Jan z Thun-Hohensteinu 1737–1796 DĚČÍN                  | Václav Josef Jan z Thun-Hohensteinu 1737–1796 DĚČÍN                  | Václav Josef Jan z Thun-Hohensteinu 1737–1796 DĚČÍN                  | Václav Josef Jan z Thun-Hohensteinu 1737–1796 DĚČÍN                  | Václav Josef Jan z Thun-Hohensteinu 1737–1796 DĚČÍN                  |                                           |                                           | Marie Anna Liebsteinská z Kolowrat 1750–1828           | Marie Anna Liebsteinská z Kolowrat 1750–1828           | Marie Anna Liebsteinská z Kolowrat 1750–1828                 | Marie Anna Liebsteinská z Kolowrat 1750–1828                 | Marie Anna Liebsteinská z Kolowrat 1750–1828                 | Marie Anna Liebsteinská z Kolowrat 1750–1828                 |                                                              |                                                              | Jan Nepomuk Josef z Thun-Hohensteinu 1742–1811 CHOLTICE | Jan Nepomuk Josef z Thun-Hohensteinu 1742–1811 CHOLTICE | Jan Nepomuk Josef z Thun-Hohensteinu 1742–1811 CHOLTICE | Jan Nepomuk Josef z Thun-Hohensteinu 1742–1811 CHOLTICE | Jan Nepomuk Josef z Thun-Hohensteinu 1742–1811 CHOLTICE | Jan Nepomuk Josef z Thun-Hohensteinu 1742–1811 CHOLTICE |                                                       |                                                       | Marie Terezie z Attemsu 1759–1840                                  | Marie Terezie z Attemsu 1759–1840                                  | Marie Terezie z Attemsu 1759–1840                                  | Marie Terezie z Attemsu 1759–1840                                  | Marie Terezie z Attemsu 1759–1840                                  | Marie Terezie z Attemsu 1759–1840                                  |                                                  |                                                  | Antonín Josef Vojtěch z Thun-Hohensteinu 1754–1840 BENÁTKY | Antonín Josef Vojtěch z Thun-Hohensteinu 1754–1840 BENÁTKY | Antonín Josef Vojtěch z Thun-Hohensteinu 1754–1840 BENÁTKY | Antonín Josef Vojtěch z Thun-Hohensteinu 1754–1840 BENÁTKY | Antonín Josef Vojtěch z Thun-Hohensteinu 1754–1840 BENÁTKY | Antonín Josef Vojtěch z Thun-Hohensteinu 1754–1840 BENÁTKY |                                                       |                                                       | Marie Terezie Wratislavová z Mitrowicz 1766–1851        | Marie Terezie Wratislavová z Mitrowicz 1766–1851        | Marie Terezie Wratislavová z Mitrowicz 1766–1851        | Marie Terezie Wratislavová z Mitrowicz 1766–1851        | Marie Terezie Wratislavová z Mitrowicz 1766–1851        | Marie Terezie Wratislavová z Mitrowicz 1766–1851        |  |  |                                                    |                                                    |                                                    |                                                    |                                                    |                                                    |  |  |                                                        |                                                        |                                                        |                                                        |                                                        |                                                        |  |  |                                                         |                                                         |                                                         |                                                         |                                                         |                                                         |  |  |
|                                                            |                                                            |                                                            |                                                            |                                                            |                                                            |                                                  |                                                  |                                                                           |                                                                           |                                                                           |                                                                           |                                                                           |                                                                           |                                                        |                                                        |                                                                      |                                                                      |                                                                      |                                                                      |                                                                      |                                                                      |                                           |                                           |                                                        |                                                        |                                                              |                                                              |                                                              |                                                              |                                                              |                                                              |                                                         |                                                         |                                                         |                                                         |                                                         |                                                         |                                                       |                                                       |                                                                    |                                                                    |                                                                    |                                                                    |                                                                    |                                                                    |                                                  |                                                  |                                                            |                                                            |                                                            |                                                            |                                                            |                                                            |                                                       |                                                       |                                                         |                                                         |                                                         |                                                         |                                                         |                                                         |  |  |                                                    |                                                    |                                                    |                                                    |                                                    |                                                    |  |  |                                                        |                                                        |                                                        |                                                        |                                                        |                                                        |  |  |                                                         |                                                         |                                                         |                                                         |                                                         |                                                         |  |  |
|                                                            |                                                            |                                                            |                                                            |                                                            |                                                            |                                                  |                                                  |                                                                           |                                                                           |                                                                           |                                                                           |                                                                           |                                                                           |                                                        |                                                        |                                                                      |                                                                      |                                                                      |                                                                      |                                                                      |                                                                      |                                           |                                           |                                                        |                                                        |                                                              |                                                              |                                                              |                                                              |                                                              |                                                              |                                                         |                                                         |                                                         |                                                         |                                                         |                                                         |                                                       |                                                       |                                                                    |                                                                    |                                                                    |                                                                    |                                                                    |                                                                    |                                                  |                                                  |                                                            |                                                            |                                                            |                                                            |                                                            |                                                            |                                                       |                                                       |                                                         |                                                         |                                                         |                                                         |                                                         |                                                         |  |  |                                                    |                                                    |                                                    |                                                    |                                                    |                                                    |  |  |                                                        |                                                        |                                                        |                                                        |                                                        |                                                        |  |  |                                                         |                                                         |                                                         |                                                         |                                                         |                                                         |  |  |
| I. Marie Josefa ze Schrattenbachu 1768–1794                | I. Marie Josefa ze Schrattenbachu 1768–1794                | I. Marie Josefa ze Schrattenbachu 1768–1794                | I. Marie Josefa ze Schrattenbachu 1768–1794                | I. Marie Josefa ze Schrattenbachu 1768–1794                | I. Marie Josefa ze Schrattenbachu 1768–1794                |                                                  |                                                  | Josef Jan Křtitel z Thun-Hohensteinu 1767–1810                            | Josef Jan Křtitel z Thun-Hohensteinu 1767–1810                            | Josef Jan Křtitel z Thun-Hohensteinu 1767–1810                            | Josef Jan Křtitel z Thun-Hohensteinu 1767–1810                            | Josef Jan Křtitel z Thun-Hohensteinu 1767–1810                            | Josef Jan Křtitel z Thun-Hohensteinu 1767–1810                            |                                                        |                                                        | III. Eleonora Fritsch 1774–1834                                      | III. Eleonora Fritsch 1774–1834                                      | III. Eleonora Fritsch 1774–1834                                      | III. Eleonora Fritsch 1774–1834                                      | III. Eleonora Fritsch 1774–1834                                      | III. Eleonora Fritsch 1774–1834                                      |                                           |                                           |                                                        |                                                        | Vilemína Kristýna z Thun-Hohensteinu 1765–1811               | Vilemína Kristýna z Thun-Hohensteinu 1765–1811               | Vilemína Kristýna z Thun-Hohensteinu 1765–1811               | Vilemína Kristýna z Thun-Hohensteinu 1765–1811               | Vilemína Kristýna z Thun-Hohensteinu 1765–1811               | Vilemína Kristýna z Thun-Hohensteinu 1765–1811               |                                                         |                                                         | Karel Alois Lichnovský z Voštic 1761–1814               | Karel Alois Lichnovský z Voštic 1761–1814               | Karel Alois Lichnovský z Voštic 1761–1814               | Karel Alois Lichnovský z Voštic 1761–1814               | Karel Alois Lichnovský z Voštic 1761–1814             | Karel Alois Lichnovský z Voštic 1761–1814             |                                                                    |                                                                    |                                                                    |                                                                    |                                                                    |                                                                    |                                                  |                                                  |                                                            |                                                            |                                                            |                                                            |                                                            |                                                            |                                                       |                                                       |                                                         |                                                         |                                                         |                                                         |                                                         |                                                         |  |  |                                                    |                                                    |                                                    |                                                    |                                                    |                                                    |  |  |                                                        |                                                        |                                                        |                                                        |                                                        |                                                        |  |  |                                                         |                                                         |                                                         |                                                         |                                                         |                                                         |  |  |
| I. Marie Josefa ze Schrattenbachu 1768–1794                | I. Marie Josefa ze Schrattenbachu 1768–1794                | I. Marie Josefa ze Schrattenbachu 1768–1794                | I. Marie Josefa ze Schrattenbachu 1768–1794                | I. Marie Josefa ze Schrattenbachu 1768–1794                | I. Marie Josefa ze Schrattenbachu 1768–1794                |                                                  |                                                  | Josef Jan Křtitel z Thun-Hohensteinu 1767–1810                            | Josef Jan Křtitel z Thun-Hohensteinu 1767–1810                            | Josef Jan Křtitel z Thun-Hohensteinu 1767–1810                            | Josef Jan Křtitel z Thun-Hohensteinu 1767–1810                            | Josef Jan Křtitel z Thun-Hohensteinu 1767–1810                            | Josef Jan Křtitel z Thun-Hohensteinu 1767–1810                            |                                                        |                                                        | III. Eleonora Fritsch 1774–1834                                      | III. Eleonora Fritsch 1774–1834                                      | III. Eleonora Fritsch 1774–1834                                      | III. Eleonora Fritsch 1774–1834                                      | III. Eleonora Fritsch 1774–1834                                      | III. Eleonora Fritsch 1774–1834                                      |                                           |                                           |                                                        |                                                        | Vilemína Kristýna z Thun-Hohensteinu 1765–1811               | Vilemína Kristýna z Thun-Hohensteinu 1765–1811               | Vilemína Kristýna z Thun-Hohensteinu 1765–1811               | Vilemína Kristýna z Thun-Hohensteinu 1765–1811               | Vilemína Kristýna z Thun-Hohensteinu 1765–1811               | Vilemína Kristýna z Thun-Hohensteinu 1765–1811               |                                                         |                                                         | Karel Alois Lichnovský z Voštic 1761–1814               | Karel Alois Lichnovský z Voštic 1761–1814               | Karel Alois Lichnovský z Voštic 1761–1814               | Karel Alois Lichnovský z Voštic 1761–1814               | Karel Alois Lichnovský z Voštic 1761–1814             | Karel Alois Lichnovský z Voštic 1761–1814             |                                                                    |                                                                    |                                                                    |                                                                    |                                                                    |                                                                    |                                                  |                                                  |                                                            |                                                            |                                                            |                                                            |                                                            |                                                            |                                                       |                                                       |                                                         |                                                         |                                                         |                                                         |                                                         |                                                         |  |  |                                                    |                                                    |                                                    |                                                    |                                                    |                                                    |  |  |                                                        |                                                        |                                                        |                                                        |                                                        |                                                        |  |  |                                                         |                                                         |                                                         |                                                         |                                                         |                                                         |  |  |
|                                                            |                                                            |                                                            |                                                            |                                                            |                                                            |                                                  |                                                  |                                                                           |                                                                           |                                                                           |                                                                           |                                                                           |                                                                           |                                                        |                                                        |                                                                      |                                                                      |                                                                      |                                                                      |                                                                      |                                                                      |                                           |                                           |                                                        |                                                        |                                                              |                                                              |                                                              |                                                              |                                                              |                                                              |                                                         |                                                         |                                                         |                                                         |                                                         |                                                         |                                                       |                                                       |                                                                    |                                                                    |                                                                    |                                                                    |                                                                    |                                                                    |                                                  |                                                  |                                                            |                                                            |                                                            |                                                            |                                                            |                                                            |                                                       |                                                       |                                                         |                                                         |                                                         |                                                         |                                                         |                                                         |  |  |                                                    |                                                    |                                                    |                                                    |                                                    |                                                    |  |  |                                                        |                                                        |                                                        |                                                        |                                                        |                                                        |  |  |                                                         |                                                         |                                                         |                                                         |                                                         |                                                         |  |  |
|                                                            |                                                            |                                                            |                                                            |                                                            |                                                            |                                                  |                                                  |                                                                           |                                                                           |                                                                           |                                                                           |                                                                           |                                                                           |                                                        |                                                        |                                                                      |                                                                      |                                                                      |                                                                      |                                                                      |                                                                      |                                           |                                           |                                                        |                                                        |                                                              |                                                              |                                                              |                                                              |                                                              |                                                              |                                                         |                                                         |                                                         |                                                         |                                                         |                                                         |                                                       |                                                       |                                                                    |                                                                    |                                                                    |                                                                    |                                                                    |                                                                    |                                                  |                                                  |                                                            |                                                            |                                                            |                                                            |                                                            |                                                            |                                                       |                                                       |                                                         |                                                         |                                                         |                                                         |                                                         |                                                         |  |  |                                                    |                                                    |                                                    |                                                    |                                                    |                                                    |  |  |                                                        |                                                        |                                                        |                                                        |                                                        |                                                        |  |  |                                                         |                                                         |                                                         |                                                         |                                                         |                                                         |  |  |
|                                                            |                                                            |                                                            |                                                            | 4. Josef Matyáš z Thun-Hohensteinu 1794–1868               | 4. Josef Matyáš z Thun-Hohensteinu 1794–1868               | 4. Josef Matyáš z Thun-Hohensteinu 1794–1868     | 4. Josef Matyáš z Thun-Hohensteinu 1794–1868     | 4. Josef Matyáš z Thun-Hohensteinu 1794–1868                              | 4. Josef Matyáš z Thun-Hohensteinu 1794–1868                              |                                                                           |                                                                           | 8. Františka Romana z Thun-Hohensteinu 1796–1883                          | 8. Františka Romana z Thun-Hohensteinu 1796–1883                          | 8. Františka Romana z Thun-Hohensteinu 1796–1883       | 8. Františka Romana z Thun-Hohensteinu 1796–1883       | 8. Františka Romana z Thun-Hohensteinu 1796–1883                     | 8. Františka Romana z Thun-Hohensteinu 1796–1883                     |                                                                      |                                                                      |                                                                      |                                                                      |                                           |                                           | Jan Nepomuk z Thun-Hohensteinu 1797–1841               | Jan Nepomuk z Thun-Hohensteinu 1797–1841               | Jan Nepomuk z Thun-Hohensteinu 1797–1841                     | Jan Nepomuk z Thun-Hohensteinu 1797–1841                     | Jan Nepomuk z Thun-Hohensteinu 1797–1841                     | Jan Nepomuk z Thun-Hohensteinu 1797–1841                     |                                                              |                                                              |                                                         |                                                         |                                                         |                                                         | 6. Karel z Thun-Hohensteinu 1803–1876                   | 6. Karel z Thun-Hohensteinu 1803–1876                   | 6. Karel z Thun-Hohensteinu 1803–1876                 | 6. Karel z Thun-Hohensteinu 1803–1876                 | 6. Karel z Thun-Hohensteinu 1803–1876                              | 6. Karel z Thun-Hohensteinu 1803–1876                              |                                                                    |                                                                    | Johana Kollerová 1809–1891                                         | Johana Kollerová 1809–1891                                         | Johana Kollerová 1809–1891                       | Johana Kollerová 1809–1891                       | Johana Kollerová 1809–1891                                 | Johana Kollerová 1809–1891                                 |                                                            |                                                            | Karolína z Thun-Hohensteinu 1803–1841                      | Karolína z Thun-Hohensteinu 1803–1841                      | Karolína z Thun-Hohensteinu 1803–1841                 | Karolína z Thun-Hohensteinu 1803–1841                 | Karolína z Thun-Hohensteinu 1803–1841                   | Karolína z Thun-Hohensteinu 1803–1841                   |                                                         |                                                         |                                                         |                                                         |  |  |                                                    |                                                    |                                                    |                                                    |                                                    |                                                    |  |  |                                                        |                                                        |                                                        |                                                        |                                                        |                                                        |  |  |                                                         |                                                         |                                                         |                                                         |                                                         |                                                         |  |  |
|                                                            |                                                            |                                                            |                                                            | 4. Josef Matyáš z Thun-Hohensteinu 1794–1868               | 4. Josef Matyáš z Thun-Hohensteinu 1794–1868               | 4. Josef Matyáš z Thun-Hohensteinu 1794–1868     | 4. Josef Matyáš z Thun-Hohensteinu 1794–1868     | 4. Josef Matyáš z Thun-Hohensteinu 1794–1868                              | 4. Josef Matyáš z Thun-Hohensteinu 1794–1868                              |                                                                           |                                                                           | 8. Františka Romana z Thun-Hohensteinu 1796–1883                          | 8. Františka Romana z Thun-Hohensteinu 1796–1883                          | 8. Františka Romana z Thun-Hohensteinu 1796–1883       | 8. Františka Romana z Thun-Hohensteinu 1796–1883       | 8. Františka Romana z Thun-Hohensteinu 1796–1883                     | 8. Františka Romana z Thun-Hohensteinu 1796–1883                     |                                                                      |                                                                      |                                                                      |                                                                      |                                           |                                           | Jan Nepomuk z Thun-Hohensteinu 1797–1841               | Jan Nepomuk z Thun-Hohensteinu 1797–1841               | Jan Nepomuk z Thun-Hohensteinu 1797–1841                     | Jan Nepomuk z Thun-Hohensteinu 1797–1841                     | Jan Nepomuk z Thun-Hohensteinu 1797–1841                     | Jan Nepomuk z Thun-Hohensteinu 1797–1841                     |                                                              |                                                              |                                                         |                                                         |                                                         |                                                         | 6. Karel z Thun-Hohensteinu 1803–1876                   | 6. Karel z Thun-Hohensteinu 1803–1876                   | 6. Karel z Thun-Hohensteinu 1803–1876                 | 6. Karel z Thun-Hohensteinu 1803–1876                 | 6. Karel z Thun-Hohensteinu 1803–1876                              | 6. Karel z Thun-Hohensteinu 1803–1876                              |                                                                    |                                                                    | Johana Kollerová 1809–1891                                         | Johana Kollerová 1809–1891                                         | Johana Kollerová 1809–1891                       | Johana Kollerová 1809–1891                       | Johana Kollerová 1809–1891                                 | Johana Kollerová 1809–1891                                 |                                                            |                                                            | Karolína z Thun-Hohensteinu 1803–1841                      | Karolína z Thun-Hohensteinu 1803–1841                      | Karolína z Thun-Hohensteinu 1803–1841                 | Karolína z Thun-Hohensteinu 1803–1841                 | Karolína z Thun-Hohensteinu 1803–1841                   | Karolína z Thun-Hohensteinu 1803–1841                   |                                                         |                                                         |                                                         |                                                         |  |  |                                                    |                                                    |                                                    |                                                    |                                                    |                                                    |  |  |                                                        |                                                        |                                                        |                                                        |                                                        |                                                        |  |  |                                                         |                                                         |                                                         |                                                         |                                                         |                                                         |  |  |
|                                                            |                                                            |                                                            |                                                            |                                                            |                                                            |                                                  |                                                  |                                                                           |                                                                           |                                                                           |                                                                           |                                                                           |                                                                           |                                                        |                                                        |                                                                      |                                                                      |                                                                      |                                                                      |                                                                      |                                                                      |                                           |                                           |                                                        |                                                        |                                                              |                                                              |                                                              |                                                              |                                                              |                                                              |                                                         |                                                         |                                                         |                                                         |                                                         |                                                         |                                                       |                                                       |                                                                    |                                                                    |                                                                    |                                                                    |                                                                    |                                                                    |                                                  |                                                  |                                                            |                                                            |                                                            |                                                            |                                                            |                                                            |                                                       |                                                       |                                                         |                                                         |                                                         |                                                         |                                                         |                                                         |  |  |                                                    |                                                    |                                                    |                                                    |                                                    |                                                    |  |  |                                                        |                                                        |                                                        |                                                        |                                                        |                                                        |  |  |                                                         |                                                         |                                                         |                                                         |                                                         |                                                         |  |  |
|                                                            |                                                            |                                                            |                                                            |                                                            |                                                            |                                                  |                                                  |                                                                           |                                                                           |                                                                           |                                                                           |                                                                           |                                                                           |                                                        |                                                        |                                                                      |                                                                      |                                                                      |                                                                      |                                                                      |                                                                      |                                           |                                           |                                                        |                                                        |                                                              |                                                              |                                                              |                                                              |                                                              |                                                              |                                                         |                                                         |                                                         |                                                         |                                                         |                                                         |                                                       |                                                       |                                                                    |                                                                    |                                                                    |                                                                    |                                                                    |                                                                    |                                                  |                                                  |                                                            |                                                            |                                                            |                                                            |                                                            |                                                            |                                                       |                                                       |                                                         |                                                         |                                                         |                                                         |                                                         |                                                         |  |  |                                                    |                                                    |                                                    |                                                    |                                                    |                                                    |  |  |                                                        |                                                        |                                                        |                                                        |                                                        |                                                        |  |  |                                                         |                                                         |                                                         |                                                         |                                                         |                                                         |  |  |
| 7. Josef Osvald I. z Thun-Hohensteinu 1817–1883            | 7. Josef Osvald I. z Thun-Hohensteinu 1817–1883            | 7. Josef Osvald I. z Thun-Hohensteinu 1817–1883            | 7. Josef Osvald I. z Thun-Hohensteinu 1817–1883            | 7. Josef Osvald I. z Thun-Hohensteinu 1817–1883            | 7. Josef Osvald I. z Thun-Hohensteinu 1817–1883            |                                                  |                                                  | 9. Johanna ze Salm-Reifferscheidt-Hainspachu 1827–1892                    | 9. Johanna ze Salm-Reifferscheidt-Hainspachu 1827–1892                    | 9. Johanna ze Salm-Reifferscheidt-Hainspachu 1827–1892                    | 9. Johanna ze Salm-Reifferscheidt-Hainspachu 1827–1892                    | 9. Johanna ze Salm-Reifferscheidt-Hainspachu 1827–1892                    | 9. Johanna ze Salm-Reifferscheidt-Hainspachu 1827–1892                    |                                                        |                                                        | Maximilián Josef z Thun-Hohensteinu 1820–1854                        | Maximilián Josef z Thun-Hohensteinu 1820–1854                        | Maximilián Josef z Thun-Hohensteinu 1820–1854                        | Maximilián Josef z Thun-Hohensteinu 1820–1854                        | Maximilián Josef z Thun-Hohensteinu 1820–1854                        | Maximilián Josef z Thun-Hohensteinu 1820–1854                        |                                           |                                           | Guidobald Josef Antonín z Thun-Hohensteinu 1823–1904   | Guidobald Josef Antonín z Thun-Hohensteinu 1823–1904   | Guidobald Josef Antonín z Thun-Hohensteinu 1823–1904         | Guidobald Josef Antonín z Thun-Hohensteinu 1823–1904         | Guidobald Josef Antonín z Thun-Hohensteinu 1823–1904         | Guidobald Josef Antonín z Thun-Hohensteinu 1823–1904         |                                                              |                                                              | Zikmund Ignác z Thun-Hohensteinu 1827–1897              | Zikmund Ignác z Thun-Hohensteinu 1827–1897              | Zikmund Ignác z Thun-Hohensteinu 1827–1897              | Zikmund Ignác z Thun-Hohensteinu 1827–1897              | Zikmund Ignác z Thun-Hohensteinu 1827–1897              | Zikmund Ignác z Thun-Hohensteinu 1827–1897              |                                                       |                                                       | Matylda z Nostitz-Rienecku 1831–1910                               | Matylda z Nostitz-Rienecku 1831–1910                               | Matylda z Nostitz-Rienecku 1831–1910                               | Matylda z Nostitz-Rienecku 1831–1910                               | Matylda z Nostitz-Rienecku 1831–1910                               | Matylda z Nostitz-Rienecku 1831–1910                               |                                                  |                                                  | Jindřich Jan Nepomuk z Thun-Hohensteinu 1830–1886          | Jindřich Jan Nepomuk z Thun-Hohensteinu 1830–1886          | Jindřich Jan Nepomuk z Thun-Hohensteinu 1830–1886          | Jindřich Jan Nepomuk z Thun-Hohensteinu 1830–1886          | Jindřich Jan Nepomuk z Thun-Hohensteinu 1830–1886          | Jindřich Jan Nepomuk z Thun-Hohensteinu 1830–1886          |                                                       |                                                       | Irena Esterházyová z Galánthy 1847–1869                 | Irena Esterházyová z Galánthy 1847–1869                 | Irena Esterházyová z Galánthy 1847–1869                 | Irena Esterházyová z Galánthy 1847–1869                 | Irena Esterházyová z Galánthy 1847–1869                 | Irena Esterházyová z Galánthy 1847–1869                 |  |  | Karel Boromej Emanuel z Thun-Hohensteinu 1842–1931 | Karel Boromej Emanuel z Thun-Hohensteinu 1842–1931 | Karel Boromej Emanuel z Thun-Hohensteinu 1842–1931 | Karel Boromej Emanuel z Thun-Hohensteinu 1842–1931 | Karel Boromej Emanuel z Thun-Hohensteinu 1842–1931 | Karel Boromej Emanuel z Thun-Hohensteinu 1842–1931 |  |  |                                                        |                                                        |                                                        |                                                        |                                                        |                                                        |  |  |                                                         |                                                         |                                                         |                                                         |                                                         |                                                         |  |  |
| 7. Josef Osvald I. z Thun-Hohensteinu 1817–1883            | 7. Josef Osvald I. z Thun-Hohensteinu 1817–1883            | 7. Josef Osvald I. z Thun-Hohensteinu 1817–1883            | 7. Josef Osvald I. z Thun-Hohensteinu 1817–1883            | 7. Josef Osvald I. z Thun-Hohensteinu 1817–1883            | 7. Josef Osvald I. z Thun-Hohensteinu 1817–1883            |                                                  |                                                  | 9. Johanna ze Salm-Reifferscheidt-Hainspachu 1827–1892                    | 9. Johanna ze Salm-Reifferscheidt-Hainspachu 1827–1892                    | 9. Johanna ze Salm-Reifferscheidt-Hainspachu 1827–1892                    | 9. Johanna ze Salm-Reifferscheidt-Hainspachu 1827–1892                    | 9. Johanna ze Salm-Reifferscheidt-Hainspachu 1827–1892                    | 9. Johanna ze Salm-Reifferscheidt-Hainspachu 1827–1892                    |                                                        |                                                        | Maximilián Josef z Thun-Hohensteinu 1820–1854                        | Maximilián Josef z Thun-Hohensteinu 1820–1854                        | Maximilián Josef z Thun-Hohensteinu 1820–1854                        | Maximilián Josef z Thun-Hohensteinu 1820–1854                        | Maximilián Josef z Thun-Hohensteinu 1820–1854                        | Maximilián Josef z Thun-Hohensteinu 1820–1854                        |                                           |                                           | Guidobald Josef Antonín z Thun-Hohensteinu 1823–1904   | Guidobald Josef Antonín z Thun-Hohensteinu 1823–1904   | Guidobald Josef Antonín z Thun-Hohensteinu 1823–1904         | Guidobald Josef Antonín z Thun-Hohensteinu 1823–1904         | Guidobald Josef Antonín z Thun-Hohensteinu 1823–1904         | Guidobald Josef Antonín z Thun-Hohensteinu 1823–1904         |                                                              |                                                              | Zikmund Ignác z Thun-Hohensteinu 1827–1897              | Zikmund Ignác z Thun-Hohensteinu 1827–1897              | Zikmund Ignác z Thun-Hohensteinu 1827–1897              | Zikmund Ignác z Thun-Hohensteinu 1827–1897              | Zikmund Ignác z Thun-Hohensteinu 1827–1897              | Zikmund Ignác z Thun-Hohensteinu 1827–1897              |                                                       |                                                       | Matylda z Nostitz-Rienecku 1831–1910                               | Matylda z Nostitz-Rienecku 1831–1910                               | Matylda z Nostitz-Rienecku 1831–1910                               | Matylda z Nostitz-Rienecku 1831–1910                               | Matylda z Nostitz-Rienecku 1831–1910                               | Matylda z Nostitz-Rienecku 1831–1910                               |                                                  |                                                  | Jindřich Jan Nepomuk z Thun-Hohensteinu 1830–1886          | Jindřich Jan Nepomuk z Thun-Hohensteinu 1830–1886          | Jindřich Jan Nepomuk z Thun-Hohensteinu 1830–1886          | Jindřich Jan Nepomuk z Thun-Hohensteinu 1830–1886          | Jindřich Jan Nepomuk z Thun-Hohensteinu 1830–1886          | Jindřich Jan Nepomuk z Thun-Hohensteinu 1830–1886          |                                                       |                                                       | Irena Esterházyová z Galánthy 1847–1869                 | Irena Esterházyová z Galánthy 1847–1869                 | Irena Esterházyová z Galánthy 1847–1869                 | Irena Esterházyová z Galánthy 1847–1869                 | Irena Esterházyová z Galánthy 1847–1869                 | Irena Esterházyová z Galánthy 1847–1869                 |  |  | Karel Boromej Emanuel z Thun-Hohensteinu 1842–1931 | Karel Boromej Emanuel z Thun-Hohensteinu 1842–1931 | Karel Boromej Emanuel z Thun-Hohensteinu 1842–1931 | Karel Boromej Emanuel z Thun-Hohensteinu 1842–1931 | Karel Boromej Emanuel z Thun-Hohensteinu 1842–1931 | Karel Boromej Emanuel z Thun-Hohensteinu 1842–1931 |  |  |                                                        |                                                        |                                                        |                                                        |                                                        |                                                        |  |  |                                                         |                                                         |                                                         |                                                         |                                                         |                                                         |  |  |
|                                                            |                                                            |                                                            |                                                            |                                                            |                                                            |                                                  |                                                  |                                                                           |                                                                           |                                                                           |                                                                           |                                                                           |                                                                           |                                                        |                                                        |                                                                      |                                                                      |                                                                      |                                                                      |                                                                      |                                                                      |                                           |                                           |                                                        |                                                        |                                                              |                                                              |                                                              |                                                              |                                                              |                                                              |                                                         |                                                         |                                                         |                                                         |                                                         |                                                         |                                                       |                                                       |                                                                    |                                                                    |                                                                    |                                                                    |                                                                    |                                                                    |                                                  |                                                  |                                                            |                                                            |                                                            |                                                            |                                                            |                                                            |                                                       |                                                       |                                                         |                                                         |                                                         |                                                         |                                                         |                                                         |  |  |                                                    |                                                    |                                                    |                                                    |                                                    |                                                    |  |  |                                                        |                                                        |                                                        |                                                        |                                                        |                                                        |  |  |                                                         |                                                         |                                                         |                                                         |                                                         |                                                         |  |  |
|                                                            |                                                            |                                                            |                                                            |                                                            |                                                            |                                                  |                                                  |                                                                           |                                                                           |                                                                           |                                                                           |                                                                           |                                                                           |                                                        |                                                        |                                                                      |                                                                      |                                                                      |                                                                      |                                                                      |                                                                      |                                           |                                           |                                                        |                                                        |                                                              |                                                              |                                                              |                                                              |                                                              |                                                              |                                                         |                                                         |                                                         |                                                         |                                                         |                                                         |                                                       |                                                       |                                                                    |                                                                    |                                                                    |                                                                    |                                                                    |                                                                    |                                                  |                                                  |                                                            |                                                            |                                                            |                                                            |                                                            |                                                            |                                                       |                                                       |                                                         |                                                         |                                                         |                                                         |                                                         |                                                         |  |  |                                                    |                                                    |                                                    |                                                    |                                                    |                                                    |  |  |                                                        |                                                        |                                                        |                                                        |                                                        |                                                        |  |  |                                                         |                                                         |                                                         |                                                         |                                                         |                                                         |  |  |
|                                                            |                                                            |                                                            |                                                            |                                                            |                                                            |                                                  |                                                  |                                                                           |                                                                           |                                                                           |                                                                           |                                                                           |                                                                           |                                                        |                                                        | Josef Filip z Thun-Hohensteinu 1856–1932                             | Josef Filip z Thun-Hohensteinu 1856–1932                             | Josef Filip z Thun-Hohensteinu 1856–1932                             | Josef Filip z Thun-Hohensteinu 1856–1932                             | Josef Filip z Thun-Hohensteinu 1856–1932                             | Josef Filip z Thun-Hohensteinu 1856–1932                             |                                           |                                           | Gabriela Buquoy–Longueval 1859–1934                    | Gabriela Buquoy–Longueval 1859–1934                    | Gabriela Buquoy–Longueval 1859–1934                          | Gabriela Buquoy–Longueval 1859–1934                          | Gabriela Buquoy–Longueval 1859–1934                          | Gabriela Buquoy–Longueval 1859–1934                          |                                                              |                                                              |                                                         |                                                         |                                                         |                                                         | 5. Ervín z Thun-Hohensteinu 1858–1870                   | 5. Ervín z Thun-Hohensteinu 1858–1870                   | 5. Ervín z Thun-Hohensteinu 1858–1870                 | 5. Ervín z Thun-Hohensteinu 1858–1870                 | 5. Ervín z Thun-Hohensteinu 1858–1870                              | 5. Ervín z Thun-Hohensteinu 1858–1870                              |                                                                    |                                                                    |                                                                    |                                                                    |                                                  |                                                  | Felix Leopold z Thun-Hohensteinu 1859–1941                 | Felix Leopold z Thun-Hohensteinu 1859–1941                 | Felix Leopold z Thun-Hohensteinu 1859–1941                 | Felix Leopold z Thun-Hohensteinu 1859–1941                 | Felix Leopold z Thun-Hohensteinu 1859–1941                 | Felix Leopold z Thun-Hohensteinu 1859–1941                 |                                                       |                                                       | Gabriela Ludmila Marie Larischová z Moennichu 1872–1957 | Gabriela Ludmila Marie Larischová z Moennichu 1872–1957 | Gabriela Ludmila Marie Larischová z Moennichu 1872–1957 | Gabriela Ludmila Marie Larischová z Moennichu 1872–1957 | Gabriela Ludmila Marie Larischová z Moennichu 1872–1957 | Gabriela Ludmila Marie Larischová z Moennichu 1872–1957 |  |  |                                                    |                                                    |                                                    |                                                    |                                                    |                                                    |  |  |                                                        |                                                        |                                                        |                                                        |                                                        |                                                        |  |  |                                                         |                                                         |                                                         |                                                         |                                                         |                                                         |  |  |
|                                                            |                                                            |                                                            |                                                            |                                                            |                                                            |                                                  |                                                  |                                                                           |                                                                           |                                                                           |                                                                           |                                                                           |                                                                           |                                                        |                                                        | Josef Filip z Thun-Hohensteinu 1856–1932                             | Josef Filip z Thun-Hohensteinu 1856–1932                             | Josef Filip z Thun-Hohensteinu 1856–1932                             | Josef Filip z Thun-Hohensteinu 1856–1932                             | Josef Filip z Thun-Hohensteinu 1856–1932                             | Josef Filip z Thun-Hohensteinu 1856–1932                             |                                           |                                           | Gabriela Buquoy–Longueval 1859–1934                    | Gabriela Buquoy–Longueval 1859–1934                    | Gabriela Buquoy–Longueval 1859–1934                          | Gabriela Buquoy–Longueval 1859–1934                          | Gabriela Buquoy–Longueval 1859–1934                          | Gabriela Buquoy–Longueval 1859–1934                          |                                                              |                                                              |                                                         |                                                         |                                                         |                                                         | 5. Ervín z Thun-Hohensteinu 1858–1870                   | 5. Ervín z Thun-Hohensteinu 1858–1870                   | 5. Ervín z Thun-Hohensteinu 1858–1870                 | 5. Ervín z Thun-Hohensteinu 1858–1870                 | 5. Ervín z Thun-Hohensteinu 1858–1870                              | 5. Ervín z Thun-Hohensteinu 1858–1870                              |                                                                    |                                                                    |                                                                    |                                                                    |                                                  |                                                  | Felix Leopold z Thun-Hohensteinu 1859–1941                 | Felix Leopold z Thun-Hohensteinu 1859–1941                 | Felix Leopold z Thun-Hohensteinu 1859–1941                 | Felix Leopold z Thun-Hohensteinu 1859–1941                 | Felix Leopold z Thun-Hohensteinu 1859–1941                 | Felix Leopold z Thun-Hohensteinu 1859–1941                 |                                                       |                                                       | Gabriela Ludmila Marie Larischová z Moennichu 1872–1957 | Gabriela Ludmila Marie Larischová z Moennichu 1872–1957 | Gabriela Ludmila Marie Larischová z Moennichu 1872–1957 | Gabriela Ludmila Marie Larischová z Moennichu 1872–1957 | Gabriela Ludmila Marie Larischová z Moennichu 1872–1957 | Gabriela Ludmila Marie Larischová z Moennichu 1872–1957 |  |  |                                                    |                                                    |                                                    |                                                    |                                                    |                                                    |  |  |                                                        |                                                        |                                                        |                                                        |                                                        |                                                        |  |  |                                                         |                                                         |                                                         |                                                         |                                                         |                                                         |  |  |
|                                                            |                                                            |                                                            |                                                            |                                                            |                                                            |                                                  |                                                  |                                                                           |                                                                           |                                                                           |                                                                           |                                                                           |                                                                           |                                                        |                                                        |                                                                      |                                                                      |                                                                      |                                                                      |                                                                      |                                                                      |                                           |                                           |                                                        |                                                        |                                                              |                                                              |                                                              |                                                              |                                                              |                                                              |                                                         |                                                         |                                                         |                                                         |                                                         |                                                         |                                                       |                                                       |                                                                    |                                                                    |                                                                    |                                                                    |                                                                    |                                                                    |                                                  |                                                  |                                                            |                                                            |                                                            |                                                            |                                                            |                                                            |                                                       |                                                       |                                                         |                                                         |                                                         |                                                         |                                                         |                                                         |  |  |                                                    |                                                    |                                                    |                                                    |                                                    |                                                    |  |  |                                                        |                                                        |                                                        |                                                        |                                                        |                                                        |  |  |                                                         |                                                         |                                                         |                                                         |                                                         |                                                         |  |  |
|                                                            |                                                            |                                                            |                                                            |                                                            |                                                            |                                                  |                                                  |                                                                           |                                                                           |                                                                           |                                                                           |                                                                           |                                                                           |                                                        |                                                        |                                                                      |                                                                      |                                                                      |                                                                      |                                                                      |                                                                      |                                           |                                           |                                                        |                                                        |                                                              |                                                              |                                                              |                                                              |                                                              |                                                              |                                                         |                                                         |                                                         |                                                         |                                                         |                                                         |                                                       |                                                       |                                                                    |                                                                    |                                                                    |                                                                    |                                                                    |                                                                    |                                                  |                                                  |                                                            |                                                            |                                                            |                                                            |                                                            |                                                            |                                                       |                                                       |                                                         |                                                         |                                                         |                                                         |                                                         |                                                         |  |  |                                                    |                                                    |                                                    |                                                    |                                                    |                                                    |  |  |                                                        |                                                        |                                                        |                                                        |                                                        |                                                        |  |  |                                                         |                                                         |                                                         |                                                         |                                                         |                                                         |  |  |
| Rosina z Thun-Hohensteinu 1848–1931                        | Rosina z Thun-Hohensteinu 1848–1931                        | Rosina z Thun-Hohensteinu 1848–1931                        | Rosina z Thun-Hohensteinu 1848–1931                        | Rosina z Thun-Hohensteinu 1848–1931                        | Rosina z Thun-Hohensteinu 1848–1931                        |                                                  |                                                  | Viktor Dubský z Třebomyslic 1834–1915                                     | Viktor Dubský z Třebomyslic 1834–1915                                     | Viktor Dubský z Třebomyslic 1834–1915                                     | Viktor Dubský z Třebomyslic 1834–1915                                     | Viktor Dubský z Třebomyslic 1834–1915                                     | Viktor Dubský z Třebomyslic 1834–1915                                     |                                                        |                                                        | 10. Josef Osvald II. z Thun-Hohenstein-Salm-Reifferscheidu 1849–1913 | 10. Josef Osvald II. z Thun-Hohenstein-Salm-Reifferscheidu 1849–1913 | 10. Josef Osvald II. z Thun-Hohenstein-Salm-Reifferscheidu 1849–1913 | 10. Josef Osvald II. z Thun-Hohenstein-Salm-Reifferscheidu 1849–1913 | 10. Josef Osvald II. z Thun-Hohenstein-Salm-Reifferscheidu 1849–1913 | 10. Josef Osvald II. z Thun-Hohenstein-Salm-Reifferscheidu 1849–1913 |                                           |                                           | Christiane Elisabeth z Waldstein-Wartenbergu 1859–1935 | Christiane Elisabeth z Waldstein-Wartenbergu 1859–1935 | Christiane Elisabeth z Waldstein-Wartenbergu 1859–1935       | Christiane Elisabeth z Waldstein-Wartenbergu 1859–1935       | Christiane Elisabeth z Waldstein-Wartenbergu 1859–1935       | Christiane Elisabeth z Waldstein-Wartenbergu 1859–1935       |                                                              |                                                              | Františka Johana z Thun-Hohensteinu 1852–1894           | Františka Johana z Thun-Hohensteinu 1852–1894           | Františka Johana z Thun-Hohensteinu 1852–1894           | Františka Johana z Thun-Hohensteinu 1852–1894           | Františka Johana z Thun-Hohensteinu 1852–1894           | Františka Johana z Thun-Hohensteinu 1852–1894           |                                                       |                                                       | Arnošt Karel z Waldstein-Wartenbergu 1849–1913                     | Arnošt Karel z Waldstein-Wartenbergu 1849–1913                     | Arnošt Karel z Waldstein-Wartenbergu 1849–1913                     | Arnošt Karel z Waldstein-Wartenbergu 1849–1913                     | Arnošt Karel z Waldstein-Wartenbergu 1849–1913                     | Arnošt Karel z Waldstein-Wartenbergu 1849–1913                     |                                                  |                                                  | Maxmilián Theodor Jan z Thun-Hohensteinu 1857–1950         | Maxmilián Theodor Jan z Thun-Hohensteinu 1857–1950         | Maxmilián Theodor Jan z Thun-Hohensteinu 1857–1950         | Maxmilián Theodor Jan z Thun-Hohensteinu 1857–1950         | Maxmilián Theodor Jan z Thun-Hohensteinu 1857–1950         | Maxmilián Theodor Jan z Thun-Hohensteinu 1857–1950         |                                                       |                                                       | Gabriela Žofie z Lobkowicz 1858–1948                    | Gabriela Žofie z Lobkowicz 1858–1948                    | Gabriela Žofie z Lobkowicz 1858–1948                    | Gabriela Žofie z Lobkowicz 1858–1948                    | Gabriela Žofie z Lobkowicz 1858–1948                    | Gabriela Žofie z Lobkowicz 1858–1948                    |  |  | I. Evžen František Wratislav z Mitrowicz 1855–1897 | I. Evžen František Wratislav z Mitrowicz 1855–1897 | I. Evžen František Wratislav z Mitrowicz 1855–1897 | I. Evžen František Wratislav z Mitrowicz 1855–1897 | I. Evžen František Wratislav z Mitrowicz 1855–1897 | I. Evžen František Wratislav z Mitrowicz 1855–1897 |  |  | Ernestina Gabriela Johana z Thun-Hohensteinu 1858–1948 | Ernestina Gabriela Johana z Thun-Hohensteinu 1858–1948 | Ernestina Gabriela Johana z Thun-Hohensteinu 1858–1948 | Ernestina Gabriela Johana z Thun-Hohensteinu 1858–1948 | Ernestina Gabriela Johana z Thun-Hohensteinu 1858–1948 | Ernestina Gabriela Johana z Thun-Hohensteinu 1858–1948 |  |  | II. František Antonín III. z Thun-Hohensteinu 1847–1916 | II. František Antonín III. z Thun-Hohensteinu 1847–1916 | II. František Antonín III. z Thun-Hohensteinu 1847–1916 | II. František Antonín III. z Thun-Hohensteinu 1847–1916 | II. František Antonín III. z Thun-Hohensteinu 1847–1916 | II. František Antonín III. z Thun-Hohensteinu 1847–1916 |  |  |
| Rosina z Thun-Hohensteinu 1848–1931                        | Rosina z Thun-Hohensteinu 1848–1931                        | Rosina z Thun-Hohensteinu 1848–1931                        | Rosina z Thun-Hohensteinu 1848–1931                        | Rosina z Thun-Hohensteinu 1848–1931                        | Rosina z Thun-Hohensteinu 1848–1931                        |                                                  |                                                  | Viktor Dubský z Třebomyslic 1834–1915                                     | Viktor Dubský z Třebomyslic 1834–1915                                     | Viktor Dubský z Třebomyslic 1834–1915                                     | Viktor Dubský z Třebomyslic 1834–1915                                     | Viktor Dubský z Třebomyslic 1834–1915                                     | Viktor Dubský z Třebomyslic 1834–1915                                     |                                                        |                                                        | 10. Josef Osvald II. z Thun-Hohenstein-Salm-Reifferscheidu 1849–1913 | 10. Josef Osvald II. z Thun-Hohenstein-Salm-Reifferscheidu 1849–1913 | 10. Josef Osvald II. z Thun-Hohenstein-Salm-Reifferscheidu 1849–1913 | 10. Josef Osvald II. z Thun-Hohenstein-Salm-Reifferscheidu 1849–1913 | 10. Josef Osvald II. z Thun-Hohenstein-Salm-Reifferscheidu 1849–1913 | 10. Josef Osvald II. z Thun-Hohenstein-Salm-Reifferscheidu 1849–1913 |                                           |                                           | Christiane Elisabeth z Waldstein-Wartenbergu 1859–1935 | Christiane Elisabeth z Waldstein-Wartenbergu 1859–1935 | Christiane Elisabeth z Waldstein-Wartenbergu 1859–1935       | Christiane Elisabeth z Waldstein-Wartenbergu 1859–1935       | Christiane Elisabeth z Waldstein-Wartenbergu 1859–1935       | Christiane Elisabeth z Waldstein-Wartenbergu 1859–1935       |                                                              |                                                              | Františka Johana z Thun-Hohensteinu 1852–1894           | Františka Johana z Thun-Hohensteinu 1852–1894           | Františka Johana z Thun-Hohensteinu 1852–1894           | Františka Johana z Thun-Hohensteinu 1852–1894           | Františka Johana z Thun-Hohensteinu 1852–1894           | Františka Johana z Thun-Hohensteinu 1852–1894           |                                                       |                                                       | Arnošt Karel z Waldstein-Wartenbergu 1849–1913                     | Arnošt Karel z Waldstein-Wartenbergu 1849–1913                     | Arnošt Karel z Waldstein-Wartenbergu 1849–1913                     | Arnošt Karel z Waldstein-Wartenbergu 1849–1913                     | Arnošt Karel z Waldstein-Wartenbergu 1849–1913                     | Arnošt Karel z Waldstein-Wartenbergu 1849–1913                     |                                                  |                                                  | Maxmilián Theodor Jan z Thun-Hohensteinu 1857–1950         | Maxmilián Theodor Jan z Thun-Hohensteinu 1857–1950         | Maxmilián Theodor Jan z Thun-Hohensteinu 1857–1950         | Maxmilián Theodor Jan z Thun-Hohensteinu 1857–1950         | Maxmilián Theodor Jan z Thun-Hohensteinu 1857–1950         | Maxmilián Theodor Jan z Thun-Hohensteinu 1857–1950         |                                                       |                                                       | Gabriela Žofie z Lobkowicz 1858–1948                    | Gabriela Žofie z Lobkowicz 1858–1948                    | Gabriela Žofie z Lobkowicz 1858–1948                    | Gabriela Žofie z Lobkowicz 1858–1948                    | Gabriela Žofie z Lobkowicz 1858–1948                    | Gabriela Žofie z Lobkowicz 1858–1948                    |  |  | I. Evžen František Wratislav z Mitrowicz 1855–1897 | I. Evžen František Wratislav z Mitrowicz 1855–1897 | I. Evžen František Wratislav z Mitrowicz 1855–1897 | I. Evžen František Wratislav z Mitrowicz 1855–1897 | I. Evžen František Wratislav z Mitrowicz 1855–1897 | I. Evžen František Wratislav z Mitrowicz 1855–1897 |  |  | Ernestina Gabriela Johana z Thun-Hohensteinu 1858–1948 | Ernestina Gabriela Johana z Thun-Hohensteinu 1858–1948 | Ernestina Gabriela Johana z Thun-Hohensteinu 1858–1948 | Ernestina Gabriela Johana z Thun-Hohensteinu 1858–1948 | Ernestina Gabriela Johana z Thun-Hohensteinu 1858–1948 | Ernestina Gabriela Johana z Thun-Hohensteinu 1858–1948 |  |  | II. František Antonín III. z Thun-Hohensteinu 1847–1916 | II. František Antonín III. z Thun-Hohensteinu 1847–1916 | II. František Antonín III. z Thun-Hohensteinu 1847–1916 | II. František Antonín III. z Thun-Hohensteinu 1847–1916 | II. František Antonín III. z Thun-Hohensteinu 1847–1916 | II. František Antonín III. z Thun-Hohensteinu 1847–1916 |  |  |
|                                                            |                                                            |                                                            |                                                            |                                                            |                                                            |                                                  |                                                  |                                                                           |                                                                           |                                                                           |                                                                           |                                                                           |                                                                           |                                                        |                                                        |                                                                      |                                                                      |                                                                      |                                                                      |                                                                      |                                                                      |                                           |                                           |                                                        |                                                        |                                                              |                                                              |                                                              |                                                              |                                                              |                                                              |                                                         |                                                         |                                                         |                                                         |                                                         |                                                         |                                                       |                                                       |                                                                    |                                                                    |                                                                    |                                                                    |                                                                    |                                                                    |                                                  |                                                  |                                                            |                                                            |                                                            |                                                            |                                                            |                                                            |                                                       |                                                       |                                                         |                                                         |                                                         |                                                         |                                                         |                                                         |  |  |                                                    |                                                    |                                                    |                                                    |                                                    |                                                    |  |  |                                                        |                                                        |                                                        |                                                        |                                                        |                                                        |  |  |                                                         |                                                         |                                                         |                                                         |                                                         |                                                         |  |  |
|                                                            |                                                            |                                                            |                                                            |                                                            |                                                            |                                                  |                                                  |                                                                           |                                                                           |                                                                           |                                                                           |                                                                           |                                                                           |                                                        |                                                        |                                                                      |                                                                      |                                                                      |                                                                      |                                                                      |                                                                      |                                           |                                           |                                                        |                                                        |                                                              |                                                              |                                                              |                                                              |                                                              |                                                              |                                                         |                                                         |                                                         |                                                         |                                                         |                                                         |                                                       |                                                       |                                                                    |                                                                    |                                                                    |                                                                    |                                                                    |                                                                    |                                                  |                                                  |                                                            |                                                            |                                                            |                                                            |                                                            |                                                            |                                                       |                                                       |                                                         |                                                         |                                                         |                                                         |                                                         |                                                         |  |  |                                                    |                                                    |                                                    |                                                    |                                                    |                                                    |  |  |                                                        |                                                        |                                                        |                                                        |                                                        |                                                        |  |  |                                                         |                                                         |                                                         |                                                         |                                                         |                                                         |  |  |
|                                                            |                                                            |                                                            |                                                            |                                                            |                                                            |                                                  |                                                  | Joseph Oswald III. Matthias Thun-Hohenstein-Salm-Reifferscheidt 1878–1942 | Joseph Oswald III. Matthias Thun-Hohenstein-Salm-Reifferscheidt 1878–1942 | Joseph Oswald III. Matthias Thun-Hohenstein-Salm-Reifferscheidt 1878–1942 | Joseph Oswald III. Matthias Thun-Hohenstein-Salm-Reifferscheidt 1878–1942 | Joseph Oswald III. Matthias Thun-Hohenstein-Salm-Reifferscheidt 1878–1942 | Joseph Oswald III. Matthias Thun-Hohenstein-Salm-Reifferscheidt 1878–1942 |                                                        |                                                        | Adolf Maria Thun-Hohenstein 1880–1957                                | Adolf Maria Thun-Hohenstein 1880–1957                                | Adolf Maria Thun-Hohenstein 1880–1957                                | Adolf Maria Thun-Hohenstein 1880–1957                                | Adolf Maria Thun-Hohenstein 1880–1957                                | Adolf Maria Thun-Hohenstein 1880–1957                                |                                           |                                           | Agnes Mathilde Windisch-Graetz 1884–1969               | Agnes Mathilde Windisch-Graetz 1884–1969               | Agnes Mathilde Windisch-Graetz 1884–1969                     | Agnes Mathilde Windisch-Graetz 1884–1969                     | Agnes Mathilde Windisch-Graetz 1884–1969                     | Agnes Mathilde Windisch-Graetz 1884–1969                     |                                                              |                                                              | Paul Thun-Hohenstein 1884–1963                          | Paul Thun-Hohenstein 1884–1963                          | Paul Thun-Hohenstein 1884–1963                          | Paul Thun-Hohenstein 1884–1963                          | Paul Thun-Hohenstein 1884–1963                          | Paul Thun-Hohenstein 1884–1963                          |                                                       |                                                       | Gabrielle Emilie Thurn und Valsassina-Como-Vercelli 1898 – po 1929 | Gabrielle Emilie Thurn und Valsassina-Como-Vercelli 1898 – po 1929 | Gabrielle Emilie Thurn und Valsassina-Como-Vercelli 1898 – po 1929 | Gabrielle Emilie Thurn und Valsassina-Como-Vercelli 1898 – po 1929 | Gabrielle Emilie Thurn und Valsassina-Como-Vercelli 1898 – po 1929 | Gabrielle Emilie Thurn und Valsassina-Como-Vercelli 1898 – po 1929 |                                                  |                                                  |                                                            |                                                            |                                                            |                                                            |                                                            |                                                            |                                                       |                                                       |                                                         |                                                         |                                                         |                                                         |                                                         |                                                         |  |  |                                                    |                                                    |                                                    |                                                    |                                                    |                                                    |  |  |                                                        |                                                        |                                                        |                                                        |                                                        |                                                        |  |  |                                                         |                                                         |                                                         |                                                         |                                                         |                                                         |  |  |
|                                                            |                                                            |                                                            |                                                            |                                                            |                                                            |                                                  |                                                  | Joseph Oswald III. Matthias Thun-Hohenstein-Salm-Reifferscheidt 1878–1942 | Joseph Oswald III. Matthias Thun-Hohenstein-Salm-Reifferscheidt 1878–1942 | Joseph Oswald III. Matthias Thun-Hohenstein-Salm-Reifferscheidt 1878–1942 | Joseph Oswald III. Matthias Thun-Hohenstein-Salm-Reifferscheidt 1878–1942 | Joseph Oswald III. Matthias Thun-Hohenstein-Salm-Reifferscheidt 1878–1942 | Joseph Oswald III. Matthias Thun-Hohenstein-Salm-Reifferscheidt 1878–1942 |                                                        |                                                        | Adolf Maria Thun-Hohenstein 1880–1957                                | Adolf Maria Thun-Hohenstein 1880–1957                                | Adolf Maria Thun-Hohenstein 1880–1957                                | Adolf Maria Thun-Hohenstein 1880–1957                                | Adolf Maria Thun-Hohenstein 1880–1957                                | Adolf Maria Thun-Hohenstein 1880–1957                                |                                           |                                           | Agnes Mathilde Windisch-Graetz 1884–1969               | Agnes Mathilde Windisch-Graetz 1884–1969               | Agnes Mathilde Windisch-Graetz 1884–1969                     | Agnes Mathilde Windisch-Graetz 1884–1969                     | Agnes Mathilde Windisch-Graetz 1884–1969                     | Agnes Mathilde Windisch-Graetz 1884–1969                     |                                                              |                                                              | Paul Thun-Hohenstein 1884–1963                          | Paul Thun-Hohenstein 1884–1963                          | Paul Thun-Hohenstein 1884–1963                          | Paul Thun-Hohenstein 1884–1963                          | Paul Thun-Hohenstein 1884–1963                          | Paul Thun-Hohenstein 1884–1963                          |                                                       |                                                       | Gabrielle Emilie Thurn und Valsassina-Como-Vercelli 1898 – po 1929 | Gabrielle Emilie Thurn und Valsassina-Como-Vercelli 1898 – po 1929 | Gabrielle Emilie Thurn und Valsassina-Como-Vercelli 1898 – po 1929 | Gabrielle Emilie Thurn und Valsassina-Como-Vercelli 1898 – po 1929 | Gabrielle Emilie Thurn und Valsassina-Como-Vercelli 1898 – po 1929 | Gabrielle Emilie Thurn und Valsassina-Como-Vercelli 1898 – po 1929 |                                                  |                                                  |                                                            |                                                            |                                                            |                                                            |                                                            |                                                            |                                                       |                                                       |                                                         |                                                         |                                                         |                                                         |                                                         |                                                         |  |  |                                                    |                                                    |                                                    |                                                    |                                                    |                                                    |  |  |                                                        |                                                        |                                                        |                                                        |                                                        |                                                        |  |  |                                                         |                                                         |                                                         |                                                         |                                                         |                                                         |  |  |